# Jozef Tiso

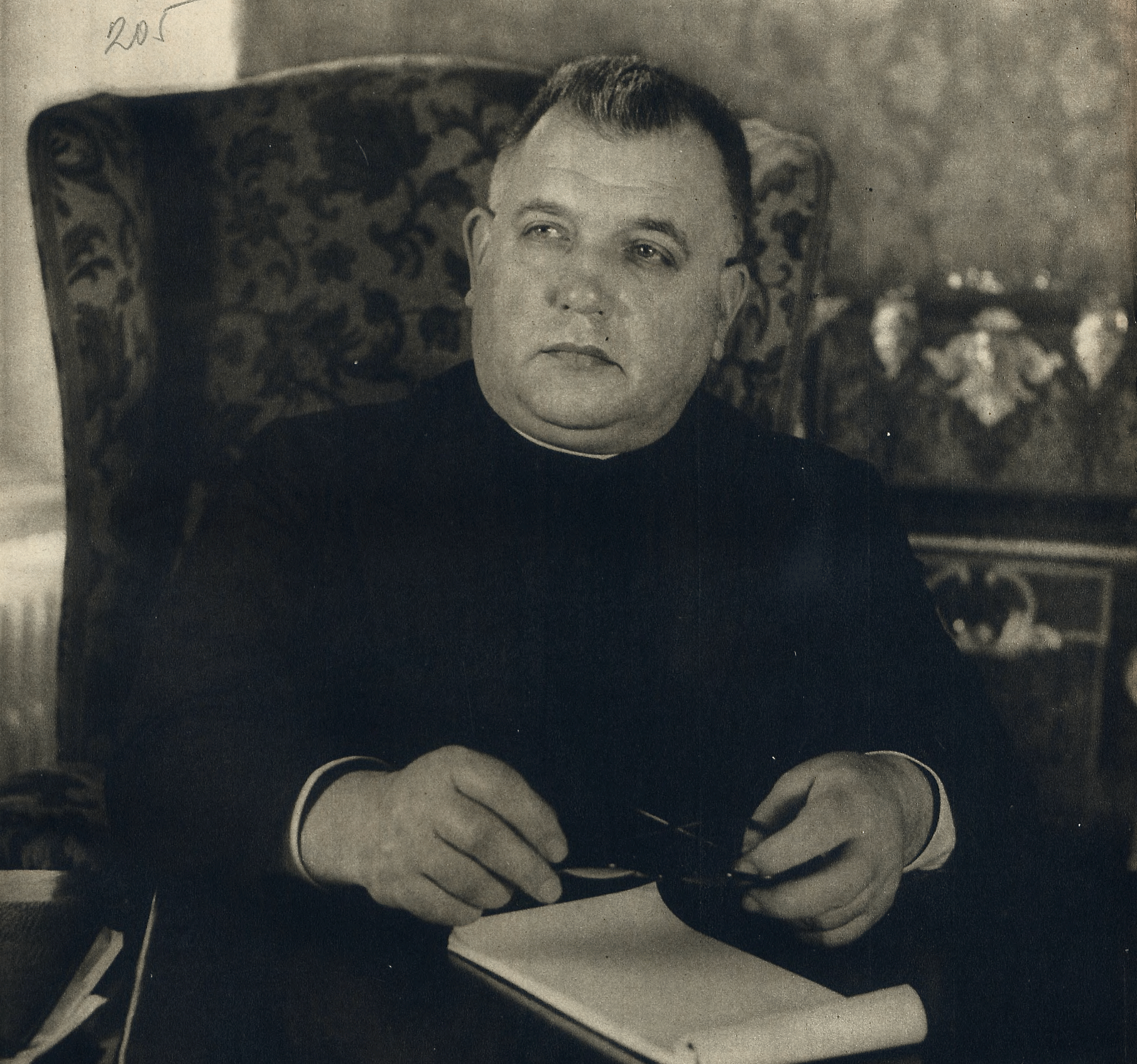
Jozef Tiso (1941)

Jozef Gašpar Tiso (Aussprache [ˈjɔzef ˈtisɔ]; * 13. Oktober 1887 in Nagybiccse, heute Bytča; † 18. April 1947 in Bratislava) war ein römisch-katholischer Priester sowie tschechoslowakischer und slowakischer Politiker und Parteivordenker der Ludaken. Als deren Parteichef, erster Ministerpräsident und danach Staatspräsident des diktatorisch regierten Slowakischen Staates kollaborierte er von 1939 bis 1945 mit NS-Deutschland.
Aus einer slowakischen Familie der unteren Mittelschicht stammend, wurde Tiso 1906 vom Bistum Nitra als begabter Absolvent des Piaristengymnasiums der Diözese zum Theologiestudium an das Pazmaneum in Wien entsandt. Dort wurde er 1910 zum Priester geweiht und erlangte 1911 den Doktorgrad. Nach kurzem Kriegseinsatz als Militärkaplan an der Ostfront und in Slowenien während des Ersten Weltkriegs wurde Tiso 1915 vom Nitraer Bischof zum Theologieprofessor an das Piaristengymnasium in Nitra berufen.
Nach dem Zweiten Weltkrieg wurde Tiso von amerikanischen Einheiten im bayerischen Altötting festgenommen und an die Tschechoslowakei ausgeliefert, wo er in Bratislava von einem Volksgericht nach einem umstrittenen Prozess als Kriegsverbrecher zum Tode verurteilt wurde. Am 18. April 1947 wurde Tiso in Bratislava gehängt.

## Leben

### Herkunft und Jugend (1887–1906)

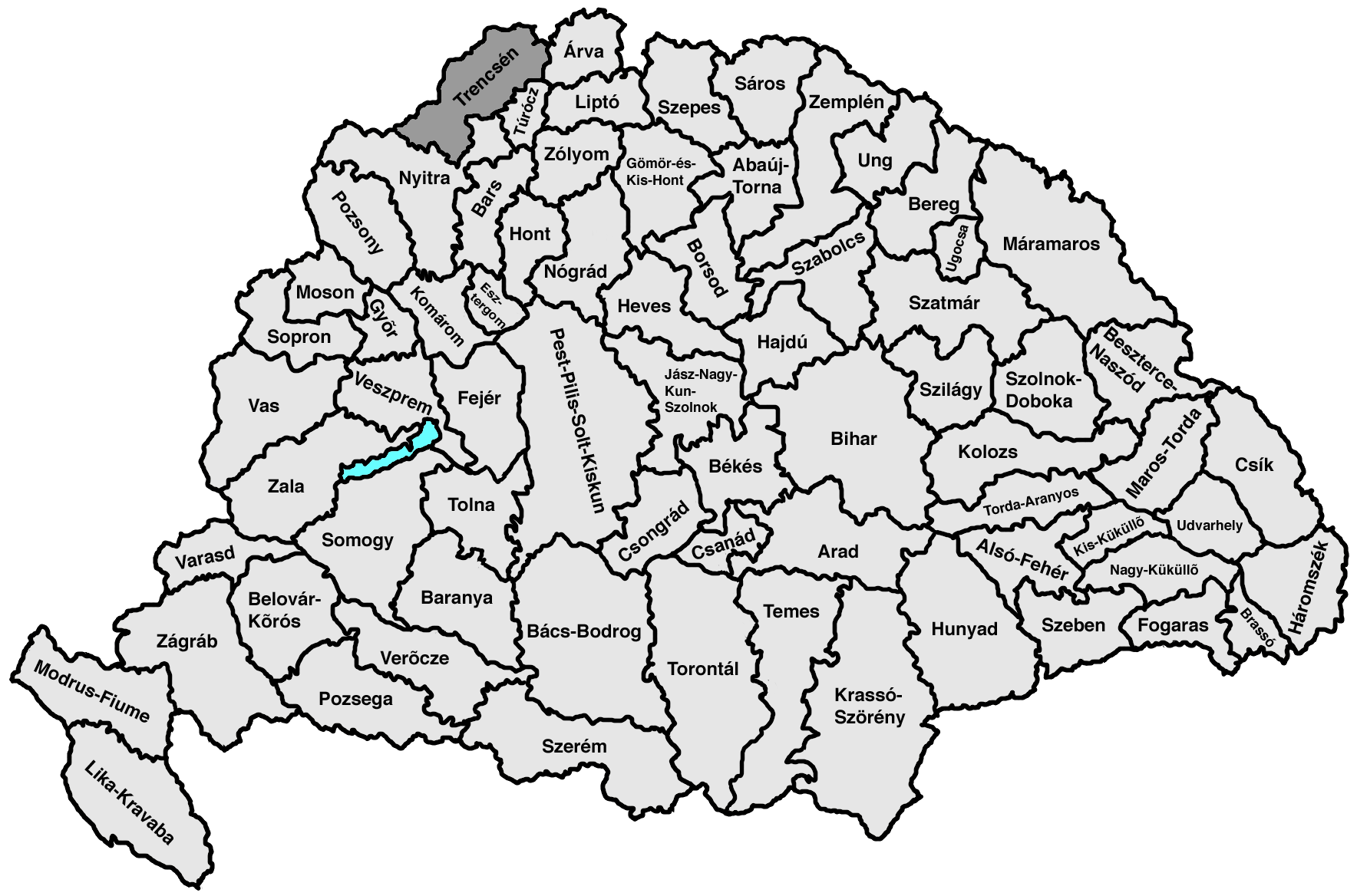
Das Komitat Trentschin im damaligen Königreich Ungarn

Jozef Gašpar Tiso wurde am 13. Oktober 1887 als zweites von sieben Kindern in der etwa 3000 Einwohner zählenden Stadt Veľká Bytča (ungarisch Nagybiccse, heute Teil von Bytča) geboren. Die Stadt gehörte damals zum Komitat Trentschin in Oberungarn, einem provinziellen Randbezirk des Königreichs Ungarn mit mehrheitlich slowakischer und römisch-katholischer Bevölkerung. Die Slowaken waren mehrheitlich analphabetische Bauern und Kleinbauern oder Stadtbewohner der unteren Mittelschicht, wobei die Gebildeteren zur Magyarisierung neigten. In Veľká Bytča selbst, wo die Slowaken zwei Drittel der Stadtbevölkerung stellten, dominierten die Ungarn die Verwaltung, die Deutschen das Gewerbe und die Juden den Handel.

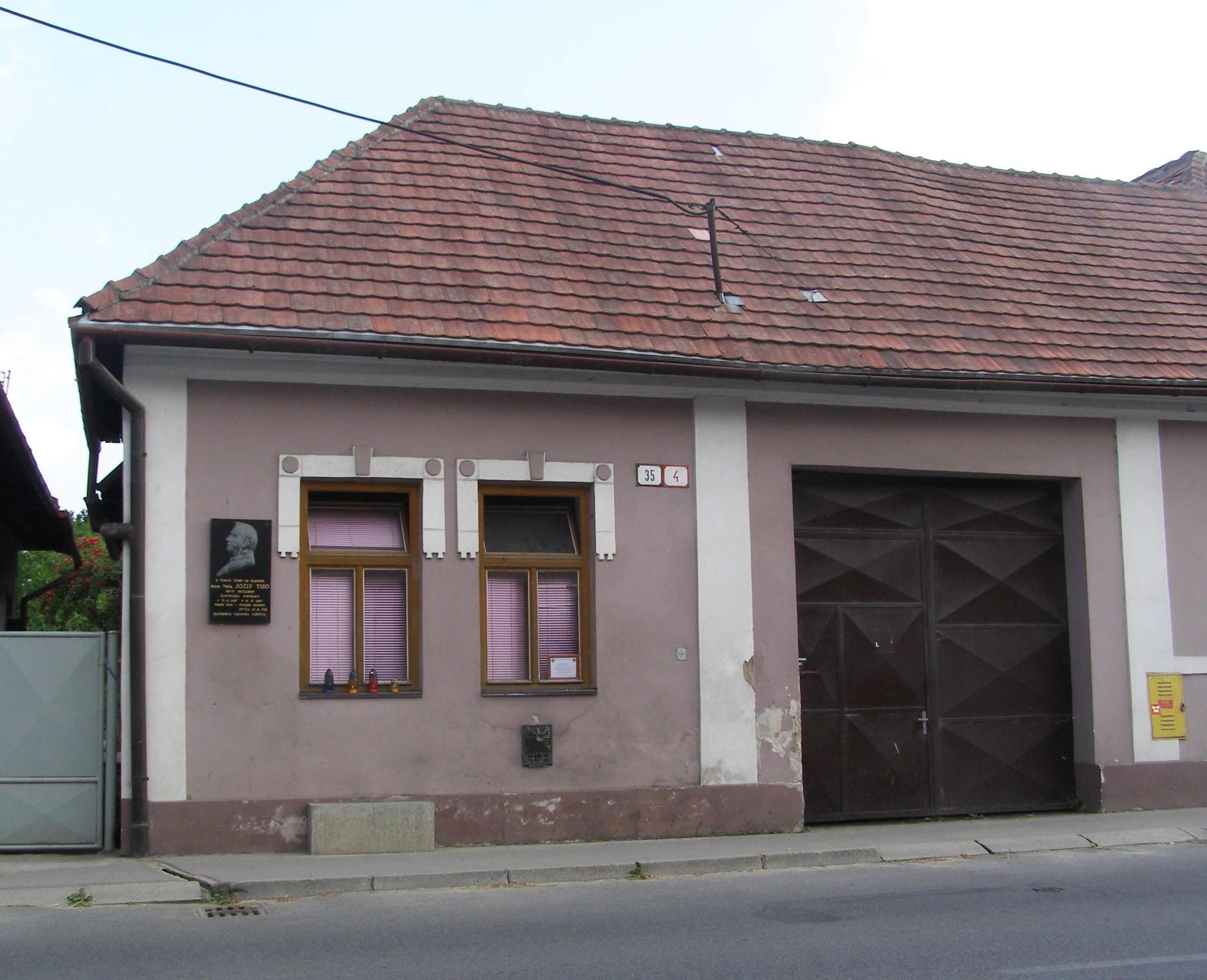
Geburtshaus Jozef Tisos im heutigen Bytča

Tisos Vater Jozef Gašpar Tiso (1862–1943) kam aus einer wohlhabenden Bauernfamilie und war ein Metzger mit eigener Metzgerei, was ihn aus soziologischer Perspektive zum Teil der unteren Mittelschicht machte. Seine Mutter Terézia Tisová (geborene Budíšková; 1863–1947) stammte von weniger wohlhabenden Töpfern ab. Beide Eltern sprachen Slowakisch und Berichten zufolge kein Ungarisch. Tisos älterer Bruder Pavol übernahm das Geschäft des Vaters, der jüngere Ján wurde Priester. Seine vier Schwestern waren gemäß den gesetzten Standards ihres Milieus ebenfalls erfolgreich, indem sie gut einheirateten. Tiso und seine Geschwister wurden von den Eltern streng katholisch erzogen. Sein Großvater mütterlicherseits war Kirchwart ihrer Kirche, wo der junge Tiso als Ministrant diente. Für ihren Sohn fassten die Eltern bald die Chance einer Priesterkarriere ins Auge. Deshalb schickten sie den jungen Tiso nach dem Abschluss der vierjährigen örtlichen Volksschule, wo er seine einzige formale Unterweisung in der Slowakischen Sprache erhielt, ins einige Kilometer entfernte niedere Gymnasium in Žilina (ungarisch Zsolna). Während seiner Gymnasialzeit in der deutlich stärker magyarisierten Stadt trat Tiso als besonders sprachbegabter Schüler hervor (Ungarisch, Deutsch, Latein) und galt nur bei der Bewegungserziehung als hinterherhängend. In seiner Klasse wurde Tiso nur von einem jüdischen Schüler übertroffen. In Žilina stellten Juden etwa 20 Prozent der Gesamtbevölkerung und exzellierten wie auch anderswo in Ungarn bei der Bildung – sie stellten auch etwa die Hälfte der Schüler in Tisos Klasse.
Nach seinem Abschluss ging Tiso im Jahr 1902 auf das höhere piaristische Gymnasium und Vorbereitungsseminar in Nitra (ungarisch Nyitra). Nitra war die Basis eines Schlüsselinstruments der Magyarisierungspolitik der ungarischen Regierung: des Oberungarischen Bildungsvereins (kurz FEMKE), der die magyarische Kultur erfolgreich über Bildungsprojekte förderte. Nach der ungarischen Staatsideologie wurden die Slowaken als Magyaren betrachtet, die einfach eine andere Sprache sprachen. Slowakische Schulen und Kulturvereine wurden von der Regierung geschlossen, Lehrern mit nicht ausreichenden Ungarischkenntnissen wurde mit der Entlassung gedroht und nicht-magyarische nationale Aktivisten wurden inhaftiert. In Nitra begann Tiso die ungarische Sprache nicht nur im Unterricht, sondern auch bei seinen Mitschülern und in seiner Freizeit zu verwenden – fortan unterzeichnete er auch auf Ungarisch als Tiszó József. Tiso war in Nitra einer der wenigen Schüler mit einem Stipendium. Seine Noten bei den Abschlussprüfungen waren ausgezeichnet (im zweiten Jahr Klassendritter, im vierten Jahr zusammen mit einem Mitschüler Klassenbester). Unter der strengen Anleitung des Nitraer Vorbereitungseminars, das sich der „Rekrutierung sehr junger Männer für Gottes heilige Armee“ verschrieben hatte, wurde der Katholizismus zu Tisos Berufung. Prägend für Tiso waren die religiösen Texte Geistliche Übungen des Ignatius von Loyola, in denen der Jesuitengründer militärische Inbrunst und katholische Disziplin betonte.

### Studium und Priesterweihe in Wien (1906–1911)

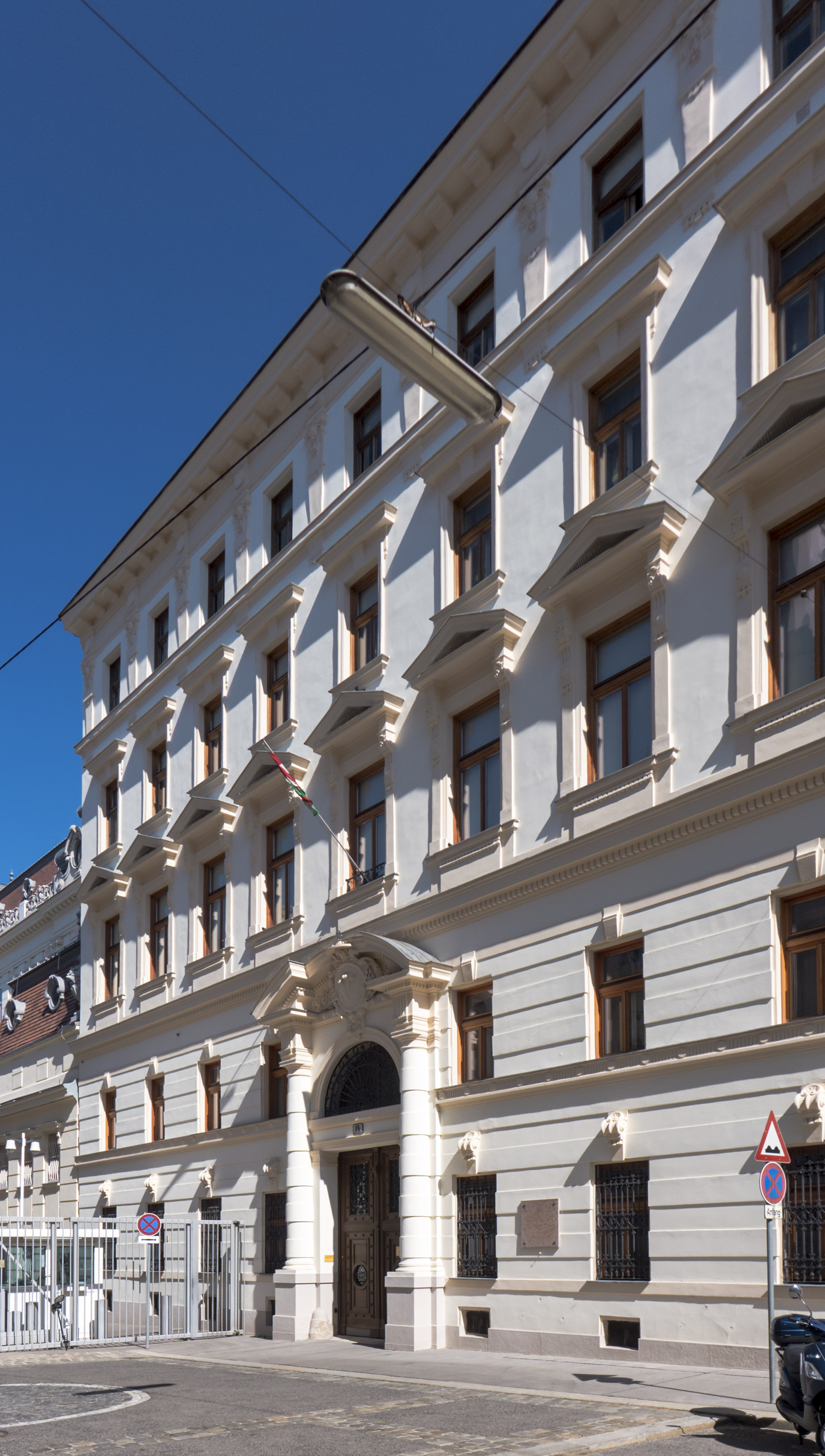
Das Collegium Pazmanianum in der Boltzmanngasse 14

Nach seinem imposanten Abschluss des Nitraer Priesterseminars wurde Tiso vom Nitraer Bischof Imre Bende zum Studium der Theologie an das Pazmaneum in Wien entsandt. Da die Nitraer Diözese für gewöhnlich nur einen der Absolventen dazu nominierte, war dies laut Historiker James Mace Ward „eine der höchsten Ehren, die ein örtlicher katholischer Junge erlangen konnte“. Die an dieser exklusiven theologischen Bildungseinrichtung studierenden Seminaristen erhielten ihre Kurse an der Universität Wien, lebten und lernten ansonsten jedoch innerhalb des Pazmaneums. Dieses galt als ungarische Einrichtung: Seine Absolventen wurden Geistliche in der ungarischen, nicht in der österreichischen Kirche.
Das Pazmaneum stellte Tiso vor ein anspruchsvolles Programm. Man bemühte sich um die Heranbildung konservativer und asketischer Theologen, die ihren Schwerpunkt auf inneres Gebet und Meditation legten. Es herrschte eine strikte Disziplin: Die Seminaristen standen täglich um fünf Uhr morgens auf, außerdem verbrachten sie viel Zeit meditierend in Zurückgezogenheit und mit dem Zuhören laut vorgelesener Bücher.
Als wichtigste Anleitung zu diesem strengen und frommen Leben diente Tiso vermutlich die Nachfolge Christi des Thomas von Kempen, ein Klassiker der Devotio moderna aus dem 15. Jahrhundert, der Spiritualität über Materialismus stellte. Tiso vertrat auch in seinem späteren Leben inbrünstig eine priesterliche Askese. Eine Kopie der Nachfolge Christi befand sich auch unter den wenigen Besitzungen, die nach der Hinrichtung Tisos an seine Verwandten übergeben wurden.
An der Universität hatte Tiso zusätzlich zum intensiven Bibelstudium auch Kurse in Kirchengeschichte, Recht, Philosophie und Pädagogik zu absolvieren. Seine Theologiekurse umfassten Dogmatik, Moral- und Pastoraltheologie, weitere Kurse beschäftigten sich mit Pantheismus, Naturreligion oder Kirchenarchitektur. Darüber hinaus erwarb Tiso zusätzliche Fremdsprachenkenntnisse in Hebräisch, Aramäisch und Arabisch und erhielt Unterweisungen in Exegese, Hermeneutik und Homiletik. Neben den verschiedenen philosophischen Richtungen innerhalb des Christentums hatte Tiso die Möglichkeit, sich mit den päpstlichen Enzykliken vertraut zu machen, insbesondere Rerum Novarum, die eine Reaktion der katholischen Kirche auf die aktuelle gesellschaftliche Entwicklung darstellte und die Kirche zu sozialer Gerechtigkeit verpflichtete. Tisos Professor für Moraltheologie Franz Martin Schindler – Leiter der theologischen Fakultät der Universität Wien und Theoretiker der österreichischen Christlichsozialen Partei – hatte die Enzyklika mitentwickelt, propagierte die Katholische Soziallehre und betrachtete den modernen Staat als Mittel des katholischen Korporatismus. Sein Seminar führte Schindler zusammen mit seinem Assistenten, dem späteren österreichischen Bundeskanzler Ignaz Seipel, der katholische Ziele mit politischen Realismus verfolgte. Als politischer Priester bevorzugte Tiso später ebenfalls Realismus, vertrat katholischen Korporatismus und Christlichen Sozialismus, was den Einfluss seiner Professoren nahelegt.
Eine dritte prägende christlich-soziale Figur für Tiso war der damalige Wiener Bürgermeister Karl Lueger. Lueger entwickelte einen neuen Stil der Massenmobilisierung, außerdem tendierte dessen Antisemitismus – obwohl manchmal offen rassistisch – über konfessionelle, soziale und ökonomische Rechtfertigungen eine katholische Legitimation zu behaupten. In Wien traf Tiso auch auf starke Strömungen des Ultramontanismus und katholischen Integralismus. Letzterer imaginierte die Kirche in einem Todeskampf mit der Moderne. Unter seinem Professor für Dogmatik, Ernst Commer, wurde die Summa theologica des Philosophen Thomas von Aquin zu Tisos wichtigstem moralischen Handbuch wie auch späteren politischen Ratgeber. Tiso, der Commer außerordentlich bewunderte, bezeichnete diesen und Seipel später als ihn beeinflussende Schlüsselfiguren. In Wien trat Tiso ebenfalls als ausgezeichneter Student hervor. In seinem vierten Studienjahr wurde Tiso zum Assistenzpräfekten des Pazmaneums bestellt – der höchsten Studentenautorität. Noch vor Erreichen des kanonischen Weihealters wurde er mit einer Dispens schon 1910 zum Priester geweiht. Er erreichte die selten erteilte Bewertung „ausgezeichnet“ bei Bibelkenntnissen und schloss sein Studium mit dem bestmöglichen Ergebnis ab. Am 15. Oktober 1910 nahm der Wissenschaftsrat des Pazmaneums Tisos Doktorarbeit mit dem Titel „Die Doktrin der unbeflekten Mutterschaft der Jungfrau Maria in den Dokumenten aus der Zeit vor dem Konzil von Nicäa“ an. Auf 420 handschriftlich auf Latein verfassten Seiten analysierte Tiso die griechische und lateinische Literatur vom ersten bis zum dritten nachchristlichen Jahrhundert betreffend dieses katholischen Dogmas, einschließlich der Malereien in den Katakomben. Den Doktortitel erlangte er nach zwei absolvierten Prüfungen in Dogmatik sowie Moral- und Pastoraltheologie im Jahr 1911.

### Werdegang in Oberungarn und Erster Weltkrieg (1911–1918)
Zwischen 1910 und 1914 war Tiso als Kaplan in drei verschiedenen Städten Oberungarns tätig: das im nordwestlichen Gebirge gelegene Oščadnica (ungarisch Ócsad) und die beiden südwestlich gelegenen Städte Rajec (ungarisch Rajecz) und Bánovce nad Bebravou (ungarisch Bán). Letztere war die wohlhabendste und bürgerlich, während Rajec industrialisiert und Oščadnica verarmt war. Alle drei Städte hatten eine mehrheitlich slowakische und römisch-katholische Bevölkerung, wobei in Bánovce nad Bebravou auch eine beträchtliche deutschsprachige jüdische Minderheit lebte, die den örtlichen Handel dominierte. Im Jahr 1910 gehörten in Oberungarn nur 4 Prozent der erwerbstätigen Bevölkerung zur Intelligenzia, während 70 Prozent der Geschäftsleute und Banker Juden waren. Slowaken erhielten daher ihren Alkohol, Handelsgüter und Kredite oft von deutschen, ungarischen oder galizischen Juden. In Städten wie Oščadnica trug dieses Muster zu einem grassierenden Antisemitismus bei.

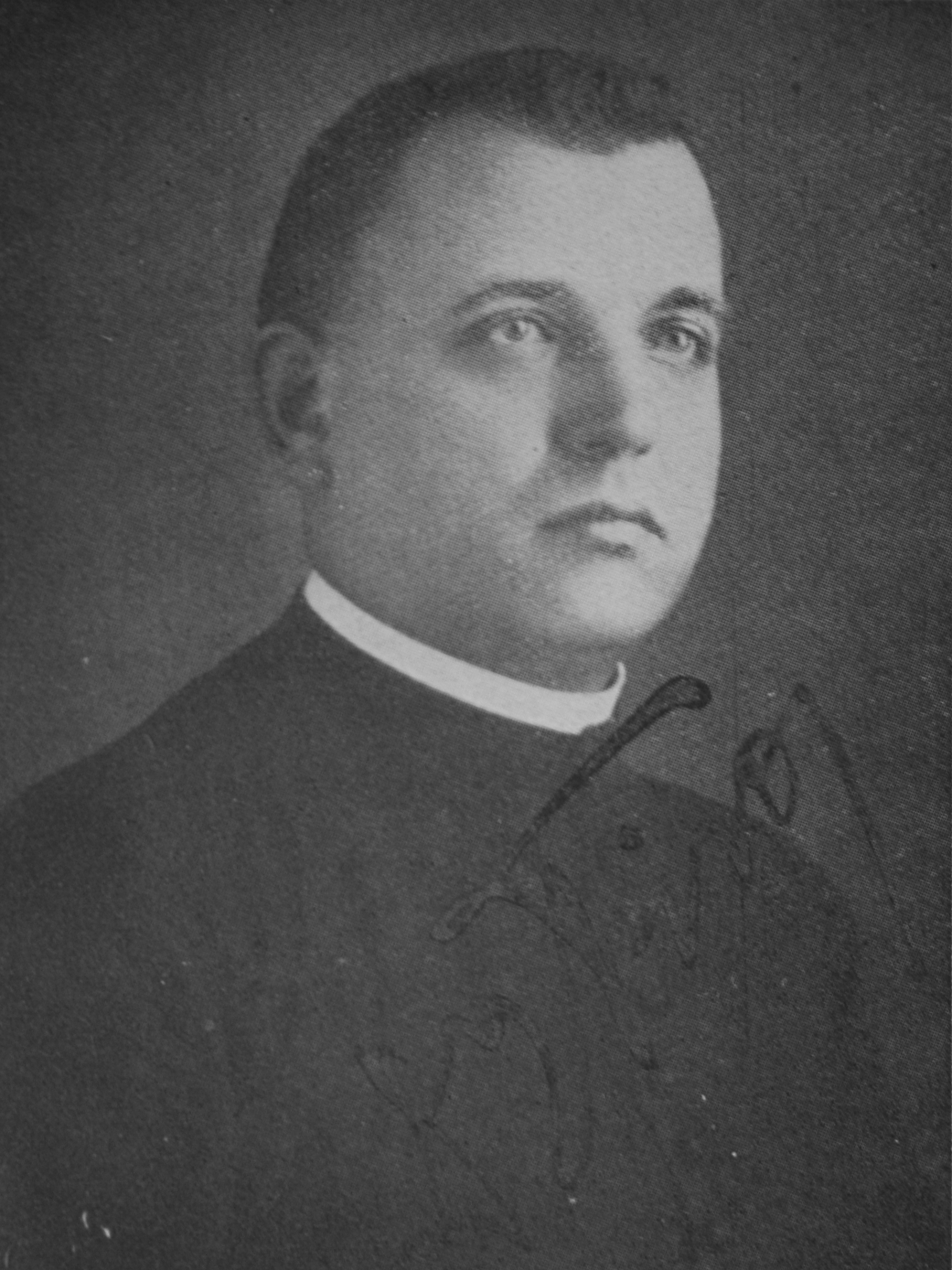
Tiso als Theologieprofessor in Nitra (ca. 1918)

Als neuer Priester wurde Tiso ein sozialer Aktivist. Obwohl er die meiste Zeit seines zehnmonatigen Aufenthalts in Oščadnica mit dem Lernen für seine Doktoratsprüfungen verbrachte, half er seinem Vorgesetzten einen Bauernbund zu organisieren, der Güter wie Schuhwerk zu niedrigeren Preisen als „der Jude“ verkaufte. Im Hinblick auf seine Tätigkeit in Rajec und Bánovce nad Bebravou übernahm Tiso die Leitung eines Jugendkreises und eines Christlich-Sozialen Männerbundes, in Bánovce nad Bebravou gründete er auch einen katholischen Kreis. Der Rajecer Kreis sponsorierte Vorträge, Bälle und Theater und Tiso unterwies dessen Mitglieder in slowakische Wirtschaftskorrespondenz. Einen weiteren Bereich von Tisos Aktivismus stellte der Alkoholismus dar, zu dem er Vorträge hielt. Im Jahr 1913 publizierte Tiso eine Reihe von Anti-Alkohol-Beiträgen in der slowakischsprachigen Zeitungsausgabe der ungarischen Volkspartei Néppárt, in welchen er die bösartigen Auswirkungen des Alkoholkonsums auf den Geist thematisierte. Neben menschlicher Schwäche machte Tiso die Regierungsparteien und jüdische Kneipenbesitzer für die Plage verantwortlich. Während die Parteien die Wähler mit Alkohol manipulierten, würde „der Jude“ über die Hantierung mit dem Gift schnell reich werden und sich so vom armen Immigranten zum Dorfmeister entwickeln. In Rajec, wo es wie in vielen Städten Oberungarns an Kreditinstituten mangelte, war Tiso 1912 auch an der Einrichtung einer slowakischen Bank beteiligt, die als Zweigstelle einer Bankfiliale in Žilina fungierte und die in bekannten slowakischen Zeitungen inserierte. Mitte des Jahres 1913 wurde Tiso nach Bánovce nad Bebravou versetzt.
Der Ausbruch des Ersten Weltkrieges führte zu einem akuten Abbruch von Tisos sozialem Aktivismus. Bereits in der Reserve wurde der nun 27-jährige Tiso in Trenčíns 71. k. u. k. Infanterieregiment mobilisiert. Die niederen Ränge sprachen mehrheitlich Slowakisch, die Offiziere Deutsch. Tiso diente als Kaplan der Einheit. Das Regiment schloss sich schnell den Armeen der Mittelmächte an der Ostfront in Galizien an und geriet Ende August 1914 in schwere Kämpfe. Das 71. Regiment hatte entsetzliche Verluste zu verzeichnen und verlor innerhalb von Tagen über zweihundert Soldaten und mehr als die Hälfte seiner Offiziere. Als Kaplan war Tiso Nahe der Schusslinie tätig und sollte tröstende und mitfühlende Worte an die Verwundeten richten. Zusätzlich zur Gewalt in der Schlacht bekam Tiso auch den zivilen Tribut des Krieges mit. Aus den später veröffentlichten Notizen Tisos geht hervor, dass sein Regiment auf polnischen und katholischen Gebieten agierte. Gegenüber den Polen äußerte er sich mit Sympathie und Mitgefühl, er schätze ihre Frömmigkeit und ihre Wertschätzung gegenüber Priestern. Die Deutschen bewunderte er gänzlich. Negativ sah er auf die Juden herab: Sie seien schmutzig, würden Chaos verursachen und betrügen. Jedoch notierte Tiso mit gewissem Mitgefühl, dass Juden Opfer von Pogromen würden. Tisos Kriegsdienst war nur kurz, da bei ihm schon im Oktober eine Nierenentzündung diagnostiziert wurde und man ihn zur Nachhut beorderte. Es folgte die Behandlung über eine Schwitzkur in Oberungarn. Anschließend war Tiso kurzfristig bei einer lokalen Garnison tätig, überzeugte seine Vorgesetzten aber, ihn im Februar 1915 aus gesundheitlichen Gründen abzuberufen. Im August 1915 wurde er noch einmal von der Armee reaktiviert und in slowenische Regionen verlegt, wo die Rolle von Priestern bei der Organisation des gesellschaftlichen und ökonomischen Lebens Eindruck auf ihn machte.
Nach Interventionen des Bischofs von Nitra, Vilmos Batthyány, wurde Tiso endgültig vom Militärdienst entlassen und von seinem Bischof als Professor für Theologie am früher von ihm besuchten Piaristengymnasium und als Seelsorger des Seminars eingesetzt – einer hochrangigen diözesanen Position. Diese Neupositionierung wurde begünstigt von Tisos in einer Nitraer Zeitung publizierten Kriegstagebüchern. In ihnen gibt sich Tiso als national zuverlässigen Idealisten, der die Richtigkeit der ungarischen Sache verteidigte und den Heldenmut von Ungarns Soldaten lobte. Dabei zelebrierte er typischerweise die Einheit der verschiedenen Völker Ungarns. Tiso gab später zu, die Artikel geschrieben zu haben, um Wohlgefallen „magyarischer Kreise“ zu erlangen. Zu dieser Gruppe gehörte auch der Nitraer Bischof Batthyány, der einen Ruf als magyarischer Chauvinist hatte und Tiso nicht zum Seelsorger des Seminars ernannt hätte, wenn er ihn als Panslawen betrachten würde. Anfang 1918 ernannte Batthyány Tiso zusätzlich noch zum Diözesanen Bibliothekar. Außerdem wurde Tiso 1917 örtlicher Parteisekretär der Nitraer Néppárt, der katholischen ungarischen Volkspartei. Damit reihte sich Tiso noch als unter 30-jähriger Priester in die städtische kirchliche und weltliche Elite Nitras ein.

### Frage nach Tisos Nationalidentität vor 1918
Während Tisos Wiener Zeit kam es im Jahr 1909 zu einer ernsthaften Anschuldigung, die Tiso aufgrund eines Briefwechsels mit einem Freund im Nitraer Seminar in die Nähe von Panslawismus bzw. slowakischem Nationalismus rückte. Der Prorektor des Pazmaneums setzte sich jedoch für Tiso als vorbildlichen Studenten ein. Die Frage nach Tisos Nationalbewusstsein innerhalb Ungarns wurde später auch während seines Prozesses vor dem tschechoslowakischen Volkstribunal (1946–1947) gestellt, der Tiso als „Magyaronen“, also einen großteils magyarisierten Slowaken darstellte. Tiso-Biographen gehen davon aus, dass er seine Karriere pragmatisch nicht durch seine slowakische Identität gefährden wollte.
Tiso war sich seiner slowakischen Herkunft wohl bewusst und gab bei der Klassenregistration als Muttersprache, die in Ungarn auch bei Volkszählungen das Kriterium der Volkszugehörigkeit war, Slowakisch an. Seinen Namen trug er jedoch stets in der ungarischen Form Tiszó ein. Im Priesterseminar verfasste er Predigten nicht nur auf Ungarisch, sondern auch auf Slowakisch, da er sich auf seine pastorale Tätigkeit im ländlichen slowakischen Umfeld vorbereitete, wo Bilingualität im mindesten notwendig war. Die slowakische Sprache und Identität frischte er jährlich während der Sommerferien auf, die er bei seinen Eltern in Veľká Bytča verbrachte.

### Politiker in der Tschechoslowakei (1918–1938)

Sprachverteilung in Tschechoslowakei (Erste Republik)

#### Abgeordneter, Minister und Theoretiker
Seit 1925 war er oppositioneller Abgeordneter der Slowakischen Volkspartei Hlinkas (HSĽS), die sich gemeinsam mit der Slowakischen Nationalpartei im tschechoslowakischen Parlament für die Autonomie der Slowakei einsetzte und den von Prag propagierten Tschechoslowakismus ablehnte. Als Parteichef Hlinka 1927 eine mehrere Monate dauernde USA-Reise unternahm, wurde Tiso kurzfristig mit der Führung der Partei betraut. Während Hlinkas Abwesenheit vereinbarte Tiso den Regierungsbeitritt der Partei in die tschechoslowakische Zentralregierung. In der Zeit vorübergehender Regierungsbeteiligung seiner Partei in den Jahren 1927 bis 1929 war er Gesundheits- und Sportminister der Tschechoslowakei.
1929 rückte Tiso zum Quasi-Führer des konservativen Parteiflügels auf. Andrej Hlinka akzeptierte ihn 1930 als stellvertretenden Parteivorsitzenden. Noch im selben Jahr veröffentlichte Tiso eine kleine Broschüre: Die Ideologie der Slowakischen Volkspartei, in der er das Programm seiner Partei geschlossen darstellte. In dieser Publikation verteidigte Tiso in erster Linie die positive Bedeutung der slowakischen Autonomie für die Tschechoslowakei. Laut dem slowakischen Historiker Ivan Kamenec war Tisos ideologisches Hauptthema der 1930er Jahre immer das Problem der Autonomie der Slowakei innerhalb der Tschechoslowakei aus dem Aspekt der Beziehungen des slowakischen Volkes zum tschechoslowakischen Staat. Er erklärte, dass die Forderung nach Autonomie sich nicht aus irgendwelchen politischen Spekulationen erschließt, sondern aus dem natürlichen Recht des Volkes, und sie deshalb eine unausweichliche Grundlage für die kulturelle und wirtschaftliche Stärkung der Slowakei ist. Er galt spätestens ab diesem Zeitpunkt als Chefideologe der Partei. Er übernahm auf Parteitagen die Grundsatzreferate und bestimmte durch seine journalistische Tätigkeit die Meinungsbildung in der Slowakei entscheidend mit. Nach der Verurteilung von Vojtech Tuka wegen Staatsverrats 1929 konnte Tiso seinen Einfluss auf Hlinka ausbauen, was eine gewisse Versachlichung und Demokratisierung der Partei bewirkte. Erst ab 1936 wurde sein Einfluss auf Hlinka wieder stetig von den Nástupisten (den politischen Schülern Vojtech Tukas) und Karol Sidor eingeengt.
1933 hielt Tiso eine Rede im Nationalrat, in der er die Weltwirtschaftskrise auch als eine Krise „geistigen Ursprungs“ bezeichnete. Er verurteilte das Staatsbudget, das er als „fiktiv“ bezeichnete, und die darin enthaltenen neuerlichen Steuerbelastungen am „finanziell schon längst erschöpften Volk“. Auch verurteilte er in seiner Rede die Ideologien des Liberalismus und Sozialismus und bezeichnete den kommunistischen und faschistischen Terror als deren Konsequenzen. Andererseits bekannte er sich zur päpstlichen sozialen Enzyklika Quadragesimo anno und ihrer Idee eines Ständestaates. 1935 kam es zum Zerwürfnis zwischen Tiso und Karol Sidor, nachdem Staatspräsident Masaryk von seinem Amt zurückgetreten war und die Stimmen der HSĽS-Abgeordneten über den neuen Präsidenten entschieden. Während Sidor den Kandidaten der Tschechoslowakischen Agrarpartei, Bohumil Němec, favorisierte, unterstützte Tiso den bisherigen Außenminister und überzeugten Tschechoslowakisten Edvard Beneš. Tiso glaubte, auch mit ihm eine slowakische Autonomie aushandeln zu können. Am Ende setzte sich Tiso durch und Beneš wurde dank seiner Unterstützung neuer Präsident der Tschechoslowakei. Wie Andrej Hlinka war auch Tiso grundsätzlich für einen gemeinsamen Staat von Slowaken und Tschechen, allerdings unter der Bedingung einer Anerkennung der Slowaken als eigenständige, von den Tschechen separate und ihnen gegenüber gleichwertige Nation. So formulierte Tiso die Position seiner Partei zur slowakischen Frage 1935:

„Wir sträuben uns keineswegs, die Zusammenarbeit mit der Regierung mit dem Ziel der Lösung der slowakischen Frage aufzunehmen […] Aber wir unterstreichen, und zwar auf das entschiedenste – bei dieser Zusammenarbeit muß ein großes Prinzip zur Anwendung kommen: Gleicher mit Gleichem, die slowakische Nation mit der tschechischen Nation. Wer ehrlich für den Erhalt des tschechoslowakischen Staates eintritt, muß konsequent und aufrichtig sein, um die zwei Grundpfeiler dieses Staates, die tschechische Nation und die slowakische Nation, zu stärken.“

#### Kampf um Einfluss auf Hlinka
Beim Parteitag 1936 konnte Karol Sidor die Mehrheit der Partei hinter sich vereinigen, da Beneš auch nach seiner Wahl zum tschechoslowakischen Staatspräsidenten weiter auf einem Konzept der tschechoslowakischen Einheit beharrte.

### Politiker in der autonomen Slowakei (1938–1939)

#### Vom Münchner Abkommen zum Sileiner Abkommen
Nach dem Tod Andrej Hlinkas im August 1938 wurde Jozef Tiso als bisheriger Stellvertreter Hlinkas de facto Parteivorsitzender der Slowakischen Volkspartei (offiziell erst am 30. September 1939). Nach dem Münchner Abkommen, infolge dessen die Tschechoslowakei das Sudetenland an Deutschland abtreten musste, entstand durch den am 5. Oktober 1938 erfolgten Rücktritt von Beneš ein politisches Vakuum. Im tschechischen Landesteil vereinigten sich alle bürgerlichen Parteien unter Führung Rudolf Berans zur Partei der Nationalen Einheit, die offen ein Einparteiensystem auf völkischer Grundlage anstrebte. Im slowakischen Teil trafen auf Einladung der Slowakischen Volkspartei am 5. und 6. Oktober 1938 in Žilina Abgeordnete, Senatoren und hochrangige Funktionäre aller Parteien zusammen, um über eine gemeinsame Stellungnahme zur Autonomieforderung zu verhandeln. Jedoch weigerten sich die Volksparteiler, Verhandlungen mit Sozialdemokraten und Kommunisten zu führen. Das Ergebnis dieser Verhandlungen waren zwei Dokumente. Das erste war das sogenannte Abkommen von Žilina, in dem alle bürgerlichen Parteien das Autonomieprogramm der Volkspartei unterstützten. Das zweite war das Manifest des slowakischen Volkes, das vom Exekutionsausschuss der Volkspartei angenommen wurde. Das Manifest hob vor allem die „Unteilbarkeit des slowakischen Bodens“ hervor, womit auf ungarische Ansprüche auf die Südslowakei reagiert werden sollte.

#### Ministerpräsident und Errichtung der Diktatur
Das Abkommen von Žilina erkannte das Selbstbestimmungsrecht der Slowaken an und räumte der Slowakei eine weitreichende Selbstverwaltung ein. Die Zentralregierung in Prag nahm den Vorschlag noch am selben Tag an und ernannte Tiso zum Minister für die Administration der Slowakei. Einen Tag später ernannte die Zentralregierung eine autonome slowakische Landesregierung mit Jozef Tiso an der Spitze. Dadurch wurde die Tschechoslowakei faktisch in einen föderativen Staat umgewandelt, der von nun an Tschecho-Slowakische Republik hieß.
Die Podkarpatská Rus (Karpatenrussland), seit 17. November 1938 Karpatenukraine, erhielt ebenfalls eine autonome Stellung im neuen Staatsgebilde. Die neue Koalitionsregierung des Autonomen Landes Slowakei hatte fünf Mitglieder:
- Ministerpräsident und Innenminister: Jozef Tiso (HSĽS)
- Justizminister: Ferdinand Ďurčanský (HSĽS)
- Bildungsminister: Matúš Černák (Slowakische Nationalpartei)
- Finanzminister: Pavol Teplanský (Agrarpartei)
- Verkehrsminister: Ján Lichner (Agrarpartei)

Am 9. Oktober 1938 trafen sich eine tschecho-slowakische Delegation unter Vorsitz Tisos und eine ungarische Delegation in Komárno, um die Minderheitenrechte der Ungarn und einen neuen Grenzverlauf zu regeln. Infolge des nun von deutscher und italienischer Seite diktierten Ersten Wiener Schiedsspruches wurde die gesamte Südslowakei an Ungarn angeschlossen: Die Slowakei verlor ein Fünftel ihres Staatsgebiets und ein Viertel ihrer Bevölkerung, darunter 276.000 ethnische Slowaken.
Am 8. November 1938 vereinigten sich nach langen Verhandlungen alle wichtigen Parteien des slowakischen Landesteils mit der HSĽS zu Hlinkas Slowakischer Volkspartei – Partei der Slowakischen Nationalen Einheit, kurz HSĽS-SSNJ. Als letzte Partei trat dem Bündnis am 15. Dezember die Slowakische Nationalpartei bei.
Bei den Wahlen in der Karpato-Ukraine am 2. Februar 1939 bestätigten 92 % der Wähler den griechisch-katholischen Priester Awgustyn Woloschyn in seinem Amt und die von ihm geforderte innere Autonomie der Karpato-Ukraine. Drei Wochen später, am 23. Februar, fiel die Wahl für Tisos HSĽS-SSNJ mit 98 % noch deutlicher aus. Die Regierung in Prag hatte nun den wenngleich irrigen Eindruck, die Slowakei wolle sich vollständig für unabhängig erklären, und beschloss am 10. März 1939, Bratislava militärisch zu besetzen. Tiso wurde abgesetzt, die führenden prodeutschen Politiker Vojtech Tuka, Alexander Mach und Matúš Černák wurden festgenommen, dem abgesetzten Verkehrsminister Ďurčanský gelang die Flucht nach Wien.

#### Ausrufung der slowakischen Unabhängigkeit
Am 7. März erklärte Arthur Seyß-Inquart anlässlich eines Besuches bei Tiso, dass Hitler beschlossen habe, die Tschecho-Slowakei zu „zerschlagen“. Die Slowakei – so Seyß-Inquart – solle ihre „einmalige Chance nützen und sofort ihre Unabhängigkeit erklären“. Tiso beharrte jedoch darauf, die Selbstständigkeit auf friedlichem Wege und zu einem gegebenen Zeitpunkt anzustreben, so dass Seyß-Inquart wieder abreiste.
Nach der Besetzung der Slowakei am 9. März 1939 durch tschechische Truppen (Homola-Putsch) wurde er von der Prager Zentralregierung abgesetzt. Neuer slowakischer Regierungschef wurde am 11. März Karol Sidor. Nun schickte Hitler hochrangige Beamte des Auswärtigen Amtes zu Sidor und Tiso, um diese für eine Unabhängigkeit der Slowakei zu gewinnen. Dies wurde allerdings von beiden abgelehnt.
Am 10. März, nach der Absetzung Tisos, traf der deutsche Agent Edmund Veesenmayer Tiso, um ihn zu einem telegrafischen Hilferuf an den Führer zu überreden. Tiso lehnte jedoch ab und hielt weiter am Konzept einer friedlichen und evolutionären Verselbstständigung der Slowakei fest. Diese Ablehnung erklärte Tiso später in vertrautem Kreis mit der Begründung, dass wenn die Deutschen einmal herkommen würden, würden wir sie nicht mehr leicht loswerden.
Die deutsche Reichsregierung betrachtete die Entwicklung in der Slowakei mit Unruhe. Sidor lehnte es ab, sich deutschen Plänen unterzuordnen und schnellstmöglich die Unabhängigkeit der Slowakei auszurufen. Tiso hatte sich ebenfalls unzugänglich gezeigt.
Auf Veranlassung Berlins schilderte Ferdinand Ďurčanský in einem Brief Tiso eindringlich, dass die Tschecho-Slowakische Republik auf jeden Fall zerstört werde, und Bratislava sich auf die deutsche Seite stellen müsse, um Deutschland nicht zu brüskieren. Andernfalls wäre die Besetzung der Slowakei durch Ungarn zu erwarten. Wenig später wurde Tiso von SD-Agenten offiziell nach Berlin eingeladen, um mit Hitler zusammenzutreffen.
Tiso zögerte zunächst und nahm die Einladung erst an, nachdem er die Zustimmung des slowakischen Kabinetts Karol Sidors, des Landtagspräsidiums und des Parteivorstands erhalten hatte. Dabei wurde Tiso jedoch nicht zur Erklärung bindender Verpflichtungen bevollmächtigt.
Am 13. März wurde Tiso gemeinsam mit Ferdinand Ďurčanský mit allen militärischen Ehren empfangen und gleich zum deutschen Reichsaußenminister Joachim von Ribbentrop und danach zu Hitler gebracht. Tiso wurde dargelegt, Deutschland werde in jedem Fall die Tschecho-Slowakische Republik zerschlagen, die Slowakei könne jedoch vorher eine vom Dritten Reich unterstützte und garantierte Unabhängigkeit ausrufen. Diese – so Hitler – müsse aber nun blitzschnell erfolgen. Andernfalls würde die Slowakei zwischen Ungarn und Polen aufgeteilt werden. Tisos Argument, die Slowakei sei für die Unabhängigkeit nicht ausreichend vorbereitet, ließ Hitler und von Ribbentrop unbeeindruckt.
Schließlich gab Tiso nach, erklärte jedoch, keine Vollmacht zur Ausrufung der Unabhängigkeit zu haben. Dies könne nur der slowakische Landtag. Daraufhin stellte von Ribbentrop das Ultimatum, der slowakische Landtag habe bis zum 14. März um 12 Uhr die Unabhängigkeit zu erklären. Ansonsten verliere Deutschland das Interesse an der weiteren Entwicklung der Slowakei.
Noch von Berlin aus beantragte Tiso vorschriftsgemäß in Prag die Einberufung des slowakischen Landtags für den nächsten Tag. Nachdem er Bratislava informiert hatte, verließ er mit Ďurčanský nach Mitternacht Berlin, um am Vormittag des nächsten Tages rechtzeitig in der Slowakei zu sein. Tiso unterrichtete kurz vor der vertraulichen Sitzung des Parlaments Ministerpräsident Sidor und sein Kabinett.
Als erster Redner gab Sidor, nachdem er kurz die Ereignisse seit dem 9. März geschildert hatte, seinen Rücktritt bekannt. Danach trat Tiso ans Rednerpult und berichtete über seine Gespräche mit Ribbentrop und Hitler. Er ließ keinen Zweifel daran, dass nur eine Unabhängigkeitserklärung die Slowakei vor einer ungarischen Besetzung bewahren könne. Nach einer kurzen Sitzungspause kam es ohne vorherige Aussprache zur Abstimmung. Um 12:07 Uhr wurde dann einstimmig die Unabhängigkeit der Slowakei beschlossen. Zur Abstimmung äußerte sich der damalige slowakische Parlamentspräsident Martin Sokol folgendermaßen:

„Das slowakische Parlament hat nicht darüber entschieden, ob es für den weiteren Fortbestand der Tschecho-Slowakischen Republik ist oder nicht. Darüber hatte vorher schon Adolf Hitler entschieden. Die Frage, über die wir zu entscheiden hatten, war die, ob die Slowakei an Ungarn angeschlossen werden, oder ob sie eventuell als Ganzheit erhalten bleiben und einen selbständigen Staat bilden soll. Und die Antwort der slowakischen Abgeordneten auf diese Frage konnte keine andere sein als die Ausrufung des slowakischen Staates. Aus Sympathie oder aus Solidarität mit den Tschechen konnten wir keinen nationalen Selbstmord begehen, sondern wir mußten aus der gegebenen Situation eine solche politische Konsequenz ziehen, die unserer Ansicht nach den Interessen der slowakischen Nation am besten entsprach.“

Deutsche Übersetzung:

„Unser slowakischer Staat ist nicht aus Hass geboren, sondern aus großer Liebe zur Eigenständigkeit und dem inständigen Willen, für sein Ideal zu arbeiten und sich dafür aufzuopfern. So soll uns vor allem dieser Gedanke führen.
Kein Hass, gegenüber niemandem, sondern eine köchelnde Liebe zu seinem Staat, die uns ermutigt und uns von Tag zu Tag ermöglicht, für unseren neuen slowakischen Staat zu arbeiten und uns für ihn aufzuopfern.
Was noch von der Garnitur der Vergangenheit entfernt werden muss, das werden wir entfernen, aber nicht mit Hass, störend, rau oder grausam, sondern auf christliche Weise.
Das bezieht sich gleichermaßen auf alle. Unnötige Tschechen wird die [slowakische] Regierung sowieso Prag zur Disposition geben. Das ist nicht nur eine Sorge, sondern auch die Pflicht der [slowakischen] Regierung und deshalb möge es sich ja keiner anmaßen, diese Frage eigenständig zu lösen.
Die Regierung wird auf der Höhe ihrer Berufung stehen und wird diese für alle Slowaken so wichtige Frage auf eine derartige Art und Weise lösen, dass nicht ein einziges öffentliches Interesse, aber auch nicht das Gesetz und die Gerechtigkeit darunter leiden.
Ähnliches gilt auch für die Judenfrage.
Die Regierung hat schon einen Gesetzesentwurf bereit und nur die letzten Ereignisse haben verhindert, dass dieser Entwurf durch unser Parlament verabschiedet wird. Deshalb ist jegliches eigenständige Eingreifen in die Lösung der Judenfrage unnötig, unzulässig und die Regierung kann und muss gegen jeden Zuwiderhandelnden einschreiten und ihn auf das schärfste nach den gültigen Vorschriften bestrafen.
Unser slowakischer Staat wurde durch organisierte, schaffende und beseelende Arbeit für eine bessere Zukunft des slowakischen Volkes geschaffen. Nicht nur die slowakische Regierung, sondern auch jeder gewissenhafte Slowake muss als Hauptfeind des slowakischen Volkes denjenigen betrachten, der statt der Schaffung neuer Werte durch Arbeit bereits bestehende Werte zerstören will, der anstatt Ordnung Chaos herbeiführen will und seinen ungezähmten Willen nicht widerruft, denjenigen müsste die Regierung unschädlich machen, bevor er mit diebischer Hand in die Zukunft des slowakischen Volkes in seinem unabhängigen Staat eingreifen und sie untergraben kann.“

Originaltext in Slowakisch:

„Náš slovenský štát nezrodil sa z nenávisti, ale z veľkej lásky k svojeti a odhodlanej vôle pracovať a obetovať za svoj ideál. Nech nás vedie všetkých predovšetkým táto myšlienka. Nie nenávisť oproti niekomu, ale vrelá láska k svojmu štátu, ktorá nás povzbudzuje a zo dňa na deň robí spôsobilými pracovať a obetovať za svoj nový slovenský štát.
Čo treba ešte z garnitúry minulosti odstrániť, odstránime, ale nie nenávistne, náruživo, hrubo a surovo, ale po kresťansky. Vzťahuje sa toto rovnako na všetkých. Zbytočných Čechov tak, ako tak bude vláda dávať k dispozícii Prahe. Toto je nielen starosťou, ale aj povinnosaťou vlády a preto nech si nikto nenárokuje, aby túto otázku i sám vybavoval. Vláda je a bude stáť na výške svojho poslania a vybaví túto, pre všetkých Slovákov tak dôležitú otázku spôsobom, aby netrpel ani náš verejný záujem, ale ani právo a spravodlivosť. Podobne sa má aj vec s otázkou židovskou.
Vláda už má pripravený návrh zákona o židovskej otázke a len posledné udalosti prekazili to, aby tento návrh bol našim snemom schválený.
Preto akékoľvek samozvané zasahovanie do riešenia židovskej otázky je zbytočné, neprípustné a vláda bude vedieť a musieť proti komukoľvek čo najprísnejšie zakročiť a podľa platných predpisov ho potrestať.
Náš slovenský štát zrodil sa z organizovanej tvoriacej oduševnenej práce za lepšiu budúcnosť slovenského národa. Nielen slovenská vláda, ale každý povedomý Slovák musel by za úhlavného nepriateľa slovenského štátu pokladať toho, kto by miesto tvorenia nových hodnôt prácou chcel ničiť už jestvujúce hodnoty, kto miesto poriadku chcel by vyvolávať zmätok a neskrotnú svoju vôľu neovládal, toho by musela znemožniť skorej, než by kradmou rukou mohol siahať a podkopávať budúcnosť slovenského národa v svojom samostatnom slovenskom štáte.“

Mit der Entstehung der unabhängigen Slowakischen Republik am 14. März 1939 wurde Tiso zuerst Ministerpräsident und ab 26. Oktober 1939 stattdessen Staatspräsident des formell unabhängigen deutschen Vasallenstaates. Auch als Präsident war er weiterhin aktiv als katholischer Pfarrer tätig (Pfarrer der Stadt Bánovce nad Bebravou 1924–1945).

### Politiker im Slowakischen Staat (1939–1945)

#### Der Kampf um den politischen Charakter des Staates

Standarte Jozef Tisos als Präsident des Slowakischen Staates (1939–1945)

Am 26. Oktober 1939 wurde Jozef Tiso vom Parlament einstimmig für eine Dauer von 7 Jahren zum Staatspräsidenten gewählt, woraufhin die gesamte Regierungs- und Vollziehungsgewalt auf Vojtech Tuka als bisherigen Vizeministerpräsidenten übergingen. Auf die Wahl Tisos zum Präsidenten reagierte die slowakische Öffentlichkeit sehr positiv. Dichter sahen Tiso gar als zweites Haupt nach dem großmährischen König Svatopluk I. Im Herbst 1939 versuchte Tiso im Rahmen eines Ausführungsgesetzes zur Verfassung unter Berufung auf die katholischen Sozialenzykliken, einige Aspekte der Ständestaatslehre Othmar Spanns einzuführen, scheiterte jedoch am Einspruch der deutschen Reichsregierung. Sein Beharren auf einen klerikal-ständestaatlich regierten Staat brachte Tiso den Unwillen der slowakischen Nationalsozialisten mit Ministerpräsident Vojtech Tuka und dem Oberbefehlshaber der Hlinka-Garde Alexander Mach an der Spitze ein, die einen Slowakischen Nationalsozialismus propagierten. Dies führte zu immer größeren innerparteilichen Auseinandersetzungen des klerikal-ständestaatlich orientierten (gemäßigten) Flügels des Präsidenten mit den vor allem von der Hlinka-Garde unterstützten slowakischen Faschisten.
Der Konflikt gipfelte, nachdem Alexander Mach bei Tiso am 21. Februar 1940 seinen Rücktritt als Oberbefehlshaber der Hlinka-Garde und Leiter des Propagandaamts einreichte, um eine deutsche Intervention zu provozieren. Tiso gelang es, die „offene Regierungskrise“ zumindest zu verschieben, indem er Machs Demission vorerst nicht annahm. Erst drei Monate später, als die Wehrmacht sich im Westfeldzug befand, nahm Tiso am 21. Mai 1940 Machs Rücktritt an. Neuer Oberbefehlshaber der Hlinka-Garde wurde mit František Galan ein Vertreter von Tisos Parteiflügel. Galan verfügte umgehend die Unterstellung der Hlinka-Garde unter die Parteiorgane der HSĽS-SSNJ. Außerdem wurden alle möglichen Eingriffe der Hlinka-Garde in den Staatsapparat untersagt. Die deutsche Führung reagierte mit der sofortigen Abberufung ihres Botschafters Hans Bernard aus Bratislava und warnte Tiso über den slowakischen Botschafter in Berlin, Matúš Černák, davor, Umbildungen an der Regierung vorzunehmen.
Im sogenannten Salzburger Diktat musste Tiso dann am 28. Juli 1940 den zum katholisch-konservativen Parteiflügel umorientierten Ferdinand Ďurčanský aus der Regierung entlassen. Dessen zwei Ministerien, das Außen- und das Innenressort, wurden an Tuka bzw. an Mach übergeben. Außerdem wurde Mach auch wieder Oberbefehlshaber der Hlinka-Garde. Der nun von Hitler gestärkte radikal-faschistische Flügel der Slowakischen Volkspartei begann bald, in hohem Tempo die bereits bestehenden antisemitischen Gesetze zu verschärfen bzw. neue, härtere Gesetze zu verabschieden. Am 9. September 1941 erließ dann die slowakische Regierung nach dem Vorbild der Nürnberger Gesetze den sogenannten Judenkodex, eines der härtesten und judenfeindlichsten Gesetze überhaupt.
Mitte November 1940 begann der offene Kampf zwischen dem Staatspräsidenten Jozef Tiso und den Ministern seines katholisch-konservativen Flügels Jozef Sivák, Ferdinand Čatloš, Július Stano, Gejza Fritz, Gejza Medrický gegen die Slowakischen Nationalsozialisten Vojtech Tuka, Alexander Mach und Karol Murgaš.
Gegen die nun akute Gefahr eines Slowakischen Nationalsozialismus, den Tiso – bei aller Kollaborationsbereitschaft auf wirtschaftlichem und außenpolitischem Gebiet – als Priester und Patriot aufs schärfste verurteilte, begann er, Partei und Klerus zu einer gemeinsamen Abwehrfront zu mobilisieren. Als dann das Deutsche Reich infolge der gescheiterten Invasion Mussolinis in Griechenland seinen Interessenschwerpunkt auf den Balkan forcieren musste, konnte Tiso im Herbst 1940 nicht nur sämtliche Vorschläge Tukas zur Umbildung von Regierung und Parlament nach deutschem Vorbild zurückweisen, er ging sogar mit dem Aufbau einer Ständeorganisation innerhalb der Volkspartei kurz vor Jahresende zum Gegenangriff über.
Als zum Jahreswechsel 1940/41 der deutsche Berater für jüdische Angelegenheiten in Bratislava, Dieter Wisliceny, in Putschpläne der Hlinka-Garde gegen Staatspräsident Tiso verwickelt war, versuchte Tisos Parteiflügel, Wislicenys Abberufung zu erwirken. Als dies nicht gelang, begann Tiso mit einer systematischen Unterwerfung und Entmachtung der durchgehend von den Radikalen beherrschten Hlinka-Garde unter seine Kontrolle. Von 1941 bis 1943 wurde außerdem drastisch die Anzahl der aktiven Gardisten reduziert. Waren es im Juni 1939 noch an die 100.000 Gardisten, fiel ihre Anzahl bis Ende 1943 auf nur noch 150 aktive Mitglieder.
Um seine Stellung gegenüber den Radikalen endgültig abzusichern und den Staat wieder unter seine Kontrolle zu bekommen, ließ Tiso sich in Nachahmung des deutschen Vorbilds durch ein Gesetz am 23. Oktober 1942 zum „Vodca“ (Führer) in Partei und Staat erheben. Das Gesetz gewährte dem Präsidenten nun Interventionsrechte in allen Staatsangelegenheiten und bewirkte, dass die Exekutive unter Innenminister Alexander Mach zunehmend ihre Selbstständigkeit verlor und Mach seine wichtigsten Druckmittel einbüßte. Weiters wurde nach einer rapiden innenpolitischen Schwächung Vojtech Tukas der für die in der Slowakei stattfindenden Arisierungen verantwortliche Chef des Zentralwirtschaftsamtes Augustín Morávek im Juli 1942 zum Rücktritt gezwungen. Der Rücktritt Vojtech Tukas als stellvertretender Parteivorsitzender der HSĽS-SSNJ am 12. Januar 1943 markierte den endgültigen Sieg Tisos und seines konservativ-gemäßigten Parteiflügels über die slowakischen Nationalsozialisten.
Tiso verstand es, seine autoritär-katholische Einstellung mit einigen ihm genehmen Elementen des NS-Systems wie dem Führerkult, dem Primat der Partei und der totalen Erfassung der Bevölkerung so geschickt zu verknüpfen, dass er der Reichsführung als zuverlässiger Sachwalter erschien. Tiso sparte zwar nicht mit Lippenbekenntnissen gegenüber dem Deutschen Reich und unterstützte im Frühjahr 1942 auch die Deportation slowakischer Juden in deutsche Lager nach Polen, doch vermied er es sonst sorgsam, totalitäre Maßnahmen zu unterstützen, die Ministerpräsident Vojtech Tuka und die Hlinka-Garde nach nationalsozialistischem Vorbild zu realisieren suchten.

#### Verfolgung politischer Gegner
Laut der slowakischen Verfassung vom 21. Juli 1939 waren in der Slowakei nach dem ethnischen Prinzip nur drei politische Parteien zugelassen. Für die Slowaken war nur die HSLS-SSNJ Jozef Tisos zugelassen, für die Deutschen die Deutsche Partei Franz Karmasins und für die Ungarn die Vereinigte Ungarische Partei von János Esterházy. Personen, die sich außerhalb dieser politischen Parteien engagierten, wurden verfolgt und oft inhaftiert.
Im Bereich des Strafrechts knüpfte die unabhängige Slowakei allerdings weitgehend an die liberale Rechtsordnung der Tschechoslowakei an. Auch spielte die juristische Repression bei der Verfolgung politischer Gegner nicht die zentrale Rolle. Während der gesamten Dauer der Ersten Slowakischen Republik überwog die außergerichtliche Repression, die im Laufe der Jahre zunahm.
Die beiden wichtigsten Repressionsorgane des Volkspartei-Regimes waren die Staatssicherheitszentrale (Ústredňa štátnej bezpečnosti, kurz ÚŠB) und die Hlinka-Garde (Hlinkova garda, kurz HG). Polizei und Gendarmerie führten faktisch unreguliert Hausdurchsuchungen durch, kontrollierten die Bevölkerung und konnten Aufenthaltsorte für „verdächtige“ Personen anordnen. Die Repressionsorgane unterstanden nicht einmal staatlich-administrativen Organen und konnten so außerhalb jeder Kontrolle agieren.
Sofort nach der Unabhängigkeitserklärung wurden hunderte von sogenannten „feindlichen“ Personen von Angehörigen der Hlinka-Garde verhaftet. Dabei handelte es sich vor allem um Exponenten der ehemaligen Regierungs- und Linksparteien. Diese Personen wurden im Sicherheitslager Ilava interniert. Laut Tatjana Tönsmeyer durchliefen zwischen 1939 und 1945 mindestens 3100 Personen dieses Lager. Den Höhepunkt der politischen Verfolgung sieht sie im Zeitraum 1939 bis 1942, also in der Zeit in der die gesamte Regierungs- und Vollzugsgewalt bei Ministerpräsident Tuka und der Regierung lag. Gleichzeitig führt Tönsmeyer an, dass die Anzahl der in Ilava inhaftierten politischen Gefangenen im Zeitraum von 1943 bis 1944, also in dem Zeitraum, in dem Tiso als Präsident und Führer wieder über ein entscheidendes Mitspracherecht in der staatlichen Vollzugsgewalt verfügte, gegenüber den vorangegangenen Jahren gesunken war.
Die Todesstrafe wurde dagegen – obwohl sich während des Krieges die Strafen in der Slowakei immer weiter verschärften – als eine außerordentliche Strafe verstanden. Die Gerichte fällten dieses Urteil nur in Abwesenheit der Angeklagten. Den zum Tode verurteilten Personen erteilte Staatspräsident Tiso jedoch immer eine Begnadigung, sodass in der Slowakei als einzigem Verbündeten der Achsenmächte bis 1944 faktisch keine einzige Person hingerichtet wurde.
Erst nach dem Slowakischen Nationalaufstand im August 1944 änderte sich die Situation dramatisch. Während des Aufstandes wurden gefangene Partisanen, Widerstandskämpfer, Juden und Roma von der Wehrmacht und von den Bereitschaftseinheiten der Hlinka-Garde (kurz POHG) unter Führung von Otomar Kubala häufig liquidiert. Ab dem 1. September 1944 wurden dann alle slowakischen Sicherheitsorgane einem deutschen Befehlshaber der Sicherheitspolizei und des Sicherheitsdienstes in der Slowakei untergeordnet. Seitdem konnten NS-Organe direkt in der Slowakei slowakische Bürger in Haft nehmen und in das KZ Sachsenhausen und ab Anfang 1945 in das KZ Mauthausen deportieren.

#### Rolle während des Slowakischen Nationalaufstandes
Im Dezember 1943 unterschrieb die bürgerliche und tschechoslowakisch orientierte Opposition mit den Kommunisten ein Abkommen über die Zusammenarbeit und Vorbereitung eines Aufstandes. Ab 1944 nahm auch die antideutsche Stimmung breiter Bevölkerungskreise immer stärker zu, je näher die Rote Armee an die slowakische Grenze rückte. Erste Partisanenbewegungen entstanden Anfang Mai in der Mittelslowakei.
Den Funktionären der Hlinka-Volkspartei wurde im Laufe des Jahres 1944 endgültig klar – was auch die Entwicklung an der Ostfront bestätigte –, dass der Nationalsozialismus in eine tiefe militärische wie auch politische Krise schlitterte. Laut den Aussagen von Verteidigungsminister Čatloš verweigerte Tiso jedoch jegliche Kontaktaufnahmen mit der Sowjetunion wie auch den tschechoslowakischen Widerstandsgruppen. Ganz im Gegenteil betonte Tiso bei jeder Möglichkeit seinen Antibolschewismus.
Am Abend des 27. August trafen slowakische Partisanen in Brezno ein und verhafteten Mitglieder der Volkspartei wie auch einen deutschen Offizier. Nachdem sie auf einen Lastwagen verfrachtet waren, wurden vier Slowaken und der deutsche Offizier von den Partisanen erschossen, zwei weitere Slowaken verwundet.
Auch in der Stadt Martin wurden Mitglieder einer deutschen Militärkommission ermordet. Vor allem der tschechoslowakische Exil-Präsident Beneš setzte die Militärzentrale der Aufständischen unter Führung von Ján Golian unter Druck. So erklärte Beneš:

„Es ist der letzte Augenblick, dass ihr all das abwascht, was die Quisling-Regierung und die sogenannte unabhängige Slowakei den Alliierten angetan haben. Lasst euch um keinen Preis ohne Kampf besetzen!“

Am Nachmittag des 28. August erschienen der deutsche Gesandte in Bratislava Hanns Ludin und der deutsche bevollmächtigte General in der Slowakei, General Ritter von Hubicky, vor Staatspräsident Tiso, um ihm den Vorschlag zu unterbreiten, deutsche Truppen zur Partisanenbekämpfung einzusetzen.
Am 29. August erteilte Staatspräsident Tiso die Zustimmung zum Einmarsch der deutschen Truppen in die Slowakei. Dazu sagte der deutsche Gesandte in Bratislava Hanns Ludin vor dem Volksgerichtshof 1947 aus, man habe Tiso „angesehen, dass er sich zu dieser Entscheidung erst nach schweren inneren Kämpfen durchringen konnte und in der Erkennung dessen, dass der Aufstand mit Hilfe der eigenen Kräfte nicht zerstört werden konnte“. Am selben Tag wurde Jozef Turanec, der von Tiso noch am 28. August zum Oberbefehlshaber der slowakischen Armee ernannt worden war, auf seinem Weg von Bratislava nach Bánska Bystrica von Partisanen festgenommen. Am 30. August erklärte der Oberbefehlshaber der Aufständischen, Ján Golian, dass sich die Slowakei im Kriegszustand mit Deutschland befinde und dass die Armee Teil der tschechoslowakischen Armee auf befreitem Gebiet sei. Nach slowakischen Angaben nahmen an dem Aufstand in den ersten Tagen mehr als 18.000 Soldaten der slowakischen Armee und 7000 Partisanen teil. Durch die im Aufstandsgebiet einsetzende Mobilmachung kamen schließlich 20.000 bis 25.000 Mann dazu.
Am 8. September 1944 griffen starke sowjetische Streitkräfte gemeinsam mit dem I. Tschechoslowakischen Armeekorps in Richtung Dukla-Pass an. Am 14. September wurde der deutsche SS-Obergruppenführer Gottlob Berger durch den General der Polizei Hermann Höfle ersetzt. Am 7. Oktober übergab Brigadegeneral Ján Golian die Führung der Aufstandsarmee an den eingeflogenen General Rudolf Viest.
Nach zwei Monaten wurde der Aufstand von deutschem Militär, SS und den Bereitschaftseinheiten der Hlinka-Garde niedergeschlagen. Am 30. Oktober 1944 veranstaltete General Hermann Höfle in Anwesenheit des Staatspräsidenten Tiso und weiterer slowakischer Spitzenpolitiker in Bánska Bystrica eine Militärparade, bei der Tiso eine feierliche Messe abhielt und „verdiente“ SS-Männer auszeichnete und sich öffentlich bei Hitler bedankte.
Vor dem Volksgerichtshof 1947 erklärte Tiso, dass seine Danksagung Hitler gegenüber zu seiner Taktik gehörte, sich Hitlers Gunst zu sichern, welche die slowakische Regierung nach dem Aufstand verloren zu haben schien.

#### Judenfrage, Antisemitismus und Holocaust
Spätestens seit der Gewährung der Autonomie formierten sich in der Slowakei zwei eigene slowakische Konzeptionen zur „Lösung der jüdischen Frage“, die konservativ-gemäßigte von Jozef Tiso und Karol Sidor und die radikal-faschistische von Vojtech Tuka und Alexander Mach.
Die Vertreter der konservativ-gemäßigten Linie planten den Anteil der jüdischen Bürger in der Wirtschaft auf 4 % zu reduzieren (was ungefähr ihrem Anteil an der Gesamtbevölkerung entsprach). Die Vertreter der radikal-faschistischen Linie hingegen wollten „die jüdische Frage“ möglichst schnell nach dem Muster Nazi-Deutschlands gelöst sehen. Jozef Tiso begründete seine politische Linie, die den Juden zunächst nur Einschränkungen im Arbeits- und Wirtschaftsbereich bringen sollte, vor allem mit wirtschaftlichen Argumenten. So erläuterte Tiso seinen Standpunkt zu den slowakischen Juden vor ausländischen Journalisten im Januar 1939 wie folgt:

„Die Judenfrage wird so gelöst werden, dass den Juden in der Slowakei nur ein solcher Einfluß gewährt werden wird, der ihrem Anteil im Verhältnis zur Gesamtbevölkerung der Slowakei entspricht. Die Slowaken werden so ausgebildet werden, dass sie sich im wirtschaftlichen und industriellen Leben voll betätigen können und alle jene Bereiche übernehmen können, die bis jetzt mit Juden besetzt waren.“

Die Basis für die antisemitischen Gesetze der autonomen Slowakei bildete das sogenannte Sidorkomitee. Seine Aufgabe bestand in der Ausarbeitung der antisemitischen Gesetze sowie einer Definition des Judenbegriffs. Die erste Regierungsverordnung in Bezug auf die Definition des Begriffes Jude trat am 18. April 1939 in der bereits „unabhängigen“ Slowakei in Kraft. Das Gefühl der politischen Führung, infolge des Ersten Wiener Schiedsspruchs wieder einmal Opfer von Fremdbestimmung geworden zu sein, führte zu einem verstärkten Fremdenhass, der eine radikale Lösung begünstigte. Radikal verstärkt wurde der slowakische Antisemitismus, als kurz vor dem Ersten Wiener Schiedsspruch einige Bratislaver Juden während einer Demonstration den Anschluss Bratislavas an das Königreich Ungarn forderten.
Am 4. November 1938 verfügte die autonome Tiso-Regierung als unmittelbare Reaktion die Deportation von 7500 „besitzlosen“ Juden mit ungarischer Staatsbürgerschaft auf das nach dem Ersten Wiener Schiedsspruch an Ungarn abzutretende Gebiet. Allerdings erlaubten die slowakischen Regierungsstellen schon am 8. Dezember 1938 wieder die Rückkehr der umgesiedelten Juden in ihre ursprünglichen Orte.
Tiso war der jüdischen Bevölkerung gegenüber zunächst nicht grundsätzlich feindselig eingestellt, verfolgte aber einen konsequenten wirtschaftlichen Antisemitismus. So ließ Tiso beispielsweise in seiner Weihnachtspredigt vom 23. Dezember 1938 verlauten:

„Und am Ende will das slowakische Volk auch mit den Juden in Frieden leben, das möchte ich auf das Deutlichste und offen verkünden. Die Voraussetzung für diesen Frieden ist aber eine derartige Positionierung der jüdischen Elemente in unserer Gesellschaft, dass sie sich nicht als fremde Elemente sehen, im Wege stehen oder sich drücken. Darunter ist nicht nur die Anerkennung der Rechte des slowakischen Volkes auf der ganzen Linie zu verstehen, sondern auch die Berichtigung der Repräsentation der Juden in allen Bereichen des Lebens nach ihrer Anzahl.“

Zwei Tage nach der Ausrufung der slowakischen Unabhängigkeit durch den Landtag in Bratislava, erklärte Tiso vor den Vertretern des radikalen Parteiflügels:

„Es wird die ehrenvolle Aufgabe unserer Intelligenz sein, zu beweisen, dass dieser unser Staat, auch wenn er aus verschiedenen Nationen besteht, sich halten und allen ein glückliches Zuhause sein kann.“

Als Anfang Oktober 1939 Tiso noch in seiner Funktion als slowakischer Innenminister sechs Juden in hohe staatliche und wirtschaftliche Funktionen berief, meldeten deutsche Agenten nach Berlin, dass falls sie sich als Staat stabilisiert, wird sich die Slowakei im herrlichsten Beneš-System wiederfinden. Pfarrer, Juden und die neueste Art, sogenannte „Neoarier“ (getaufte Juden), die die Katholische Kirche als gleichwertige Arier ansieht, sind in Verbindung mit den alten Tschechoslowakisten und entwickeln eine engagierte Tätigkeit. Am 25. Mai 1940 meldete der deutsche Gesandte in Bratislava Hans Bernard nach Berlin, dass Hlinka-Garden-Führer Alexander Mach beim Präsidenten war und Tiso zu einer radikalen Lösung der Judenfrage drängte, was Tiso aber ablehnte.

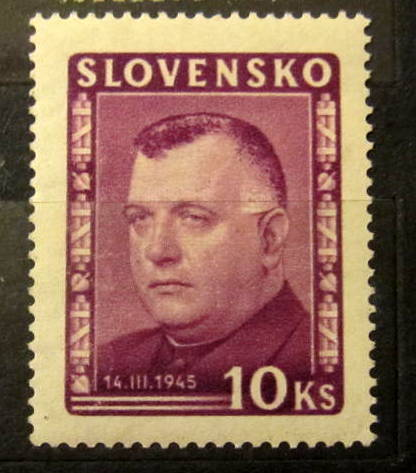
Jozef Tisos Porträt auf einer slowakischen Briefmarke

Trotz der wiederholten antijüdischen Deklarationen und der Annahme einer ganzen Reihe von diskriminierenden Gesetzen äußerte die nationalsozialistische Führung mit Hitler an der Spitze Unzufriedenheit mit dem Tempo der Lösung der slowakischen Judenfrage. Als auch noch die Unzufriedenheit mit den Versuchen einer möglichst autonomen Außenpolitik der slowakischen Regierung dazu kam, entschied sich Hitler für einen radikalen Eingriff. Bei den Verhandlungen in Salzburg im Juli 1940 ordnete er Tiso gegenüber an, grundlegende Änderungen bei der slowakischen Regierung vorzunehmen. Die entscheidende Vollzugsgewalt erhielten nun die Radikalen innerhalb der Volkspartei.
Einer der Hauptvertreter des radikalen Parteiflügels, Alexander Mach, begann in seiner Funktion als Innenminister verschiedenste Erklärungen herauszugeben, die die Rechte der Juden beschränkten. So wurden z. B. mit einer Verordnung die jüdischen Schüler aus allen Schultypen (mit Ausnahme der Volksschule) ausgeschlossen. Am 1. September 1940 traf Dieter Wisliceny als deutscher „Berater für Judenfragen“ in Bratislava ein, der die Grundlagen für die spätere Deportation der slowakischen Juden vorbereiten sollte. Am 3. September 1940 segnete das slowakische Parlament ein Ermächtigungsgesetz der Regierung ab, das dem Ministerpräsidenten und der Regierung die formale Verantwortung für alle antijüdischen Maßnahmen übertrug. Damit gewannen die Verordnungen des Ministerpräsidenten, die auch vom Innenminister unterzeichnet werden konnten, auch ohne die Bewilligung des Parlaments oder des Staatspräsidenten die Kraft eines Gesetzes.
Tiso verteidigte öffentlich die neue antijüdische Richtung im Rahmen seiner Autorität als Staatspräsident und Priester mit christlichen Argumenten, was innerhalb der Bevölkerung eine Desorientierung und Unsicherheit auslöste. So erklärte er beispielsweise am 22. September 1940 in einer Rede während eines Forums in Višnovce: „Angeblich nehmen wir den Juden die Geschäfte weg, die Gewerbe, und angeblich ist das nicht christlich. Ich sage: es ist christlich, weil wir nur das nehmen, was sie [die Juden] unserem Volk schon immer genommen haben.“ Dennoch heißt es in einem Dokument des deutschen Militärnachrichtendienstes vom 9. Januar 1941, dass Tiso „nach wie vor eine wirkungsvolle und zielgerichtete Lösung der Judenfrage ablehnt.“
Am 10. September 1941 erließen Ministerpräsident Vojtech Tuka und Innenminister Alexander Mach den sogenannten Judenkodex. Daraufhin appellierte der vatikanische Gesandte in Bratislava Giuseppe Burzio an Tiso, er möge zumindest die ihm zur Verfügung stehenden begrenzten Möglichkeiten zur Erteilung von Ausnahmebescheinigungen voll ausnutzen. Mitte Oktober 1941 wurde auch von den slowakischen Bischöfen ein Protestmemorandum an die Tuka-Regierung gerichtet, in dem sie deren antisemitische Gesetzgebung verurteilten.

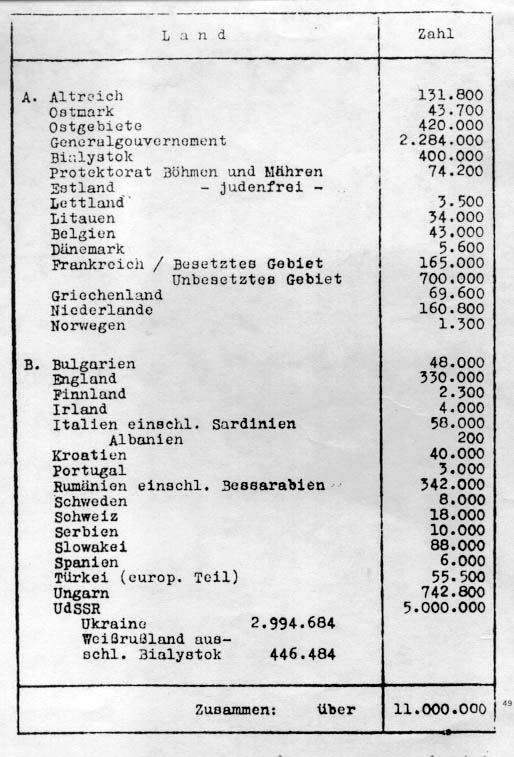
Die Slowakei mit der Anzahl ihrer jüdischen Bevölkerung auf dem Wannsee-Dokument

Am 2. Dezember 1941 stimmte Ministerpräsident Tuka in geheimen Verhandlungen mit dem deutschen Botschafter in Bratislava, Hanns Ludin, ohne Autorisierung der slowakischen Regierung der Zwangsumsiedlung slowakischer Juden in deutsches Reichsgebiet zu. Die slowakische Regierung wurde von Tuka erst am 3. März 1942 von den beschlossenen Deportationen in Kenntnis gesetzt. Gegenüber den folgenden Judendeportationen leistete Tiso zunächst keinen Widerstand. Bei seiner Erntedankfest-Ansprache im August 1942 in Holíč erklärte er in seiner schärfsten antisemitischen Rede, dass die Slowaken wegen der wirtschaftlichen Dominanz der Juden in der Wirtschaft im Sinne von Gottes Gesetzen handeln würden, wenn sie sich des „jüdischen Schädlings“ entledigen und die Juden in den ihnen von Hitler zugestandenen neuen Staat nach Polen deportieren würden.
Das Einverständnis zur Deportation bedeutete nicht, dass die slowakische Regierung der Ermordung der Juden zustimmte. Man ging davon aus, dass die Juden im Osten angesiedelt und zur Arbeit verpflichtet würden. Das Deutsche Reich beließ die Slowaken in diesem Glauben und förderte die Legende einer Ansiedlung der Juden im Generalgouvernement. Als slowakische Regierungsmitglieder vom 23. bis zum 24. Oktober in Deutschland waren, verkündete Heinrich Himmler den Plan, dass im besetzten Polen ein Ort geschaffen werden würde, an den alle europäischen Juden umgesiedelt werden sollten. Zur Deckung der durch die vorgetäuschte „Ansiedlung“ der slowakischen Juden im Generalgouvernement entstandenen „Kolonisierungskosten“, erklärte sich Ministerpräsident Tuka bereit, eine „Kolonisierungsgebühr“ von 500 Reichsmark für jeden deportierten Juden zu bezahlen.
Von März bis August 1942 wurden 57.628 slowakische Juden deportiert. Allerdings wurde dem vom slowakischen Parlament verabschiedeten Deportationsgesetz ein Paragraph hinzugefügt, der konvertierten Juden, die vor dem 14. März 1939 zum christlichen Glauben übergetreten waren und die in einer rechtmäßig geschlossenen Ehe mit einem nicht-jüdischen Partner lebten, von der Deportation ausnahm. In ähnlicher Weise durften auch diejenigen Juden nicht abgeschoben werden, die eine Ausnahmebescheinigung des Staatspräsidenten oder von einem der Ministerien erhalten hatten. Die Ausnahmebescheinigungen bezogen sich dabei auch auf Ehepartner, Kinder und Eltern von Betroffenen.
Dank einer großzügigen Verteilung dieser Ausnahmebescheinigungen blieb immerhin ein gutes Drittel der slowakischen Juden von der Deportation und Massenvernichtung ausgenommen. Dass Tiso gegen die Deportation der enteigneten slowakischen Juden in die deutschen „Arbeitslager“ während der ersten Deportationswelle zunächst keinen Widerstand leistete, wird durch verschiedene Quellen, wie z. B. die deutschen Judenberater belegt. So vermeldete Hanns Ludin in einem Telegramm nach Berlin am 6. April 1942:

„Die slowakische Regierung hat sich mit dem Abtransport aller Juden aus der Slowakei ohne deutschen Druck einverstanden erklärt. Auch der Staatspräsident persönlich hat dem Abtransport zugestimmt, trotz Schrittes slowakischen Episkopats. Der Abtransport bezieht sich auf alle Juden, die im slowakischen Judenkodex als solche festgelegt sind. Außerhalb des Judenkodex stehende Juden, das sind Rassejuden, die vor dem Jahre 1938 getauft wurden und deren Zahl 2.000 betragen dürfte, sollen nach Mitteilung des Staatspräsidenten an mich in Lagern im Lande konzentriert werden. Der Abtransport der Juden geht inzwischen laufend ohne besondere Zwischenfälle vor sich.“

Diese Deportationen beeinflussten auch die Haltung des Vatikans. Noch im März 1942 spricht der damalige Bischof und spätere Kardinal Tardini von den zwei Irrsinnigen, Tuka und Tiso, die er dafür verantwortlich mache. Doch nicht nur die Verfolgungsmaßnahmen, auch ihr Stopp war slowakisches Regierungshandeln. Nachdem der Vatikan mehrfach gegen die Deportationen Stellung genommen hatte und auf falsche deutsche Angaben – nicht Aussiedlung, sondern Vernichtung der Juden in Auschwitz, Majdanek und Lublin – hingewiesen hatte, wurden am 15. Mai 1942 die gesetzlichen Voraussetzungen für einen Stopp der Transporte und die Internierung der verbliebenen Juden – soweit sie nicht im Staatsapparat benötigt wurden – in den relativ menschenwürdigen slowakischen Konzentrationslagern geschaffen.
Im Herbst 1942 endeten die Deportationen vor allem auch deshalb, weil die verbliebene jüdische Bevölkerung entweder in Arbeitslagern oder durch Ausnahmebescheinigungen des Präsidenten oder eines Ministers vor den Deportationen geschützt war (der Verteidiger Tisos vor dem tschechoslowakischen Volksgerichtshof 1947, Ernest Žabkay, erklärte, Tiso habe insgesamt 9.000 solcher Ausnahmebescheinigungen an Juden vergeben und damit 36.000 Juden vor der Deportation gerettet. Den neuesten Erkenntnissen des slowakischen Historikers Michal Schvarc zufolge erhielten tatsächlich 828 Juden präsidiale Ausnahmepapiere. Da sich diese auch auf deren Familien bezogen, dürften etwa 4.000 slowakische Juden unter Tisos präsidialem Schutz gestanden haben). Der letzte Transportzug mit slowakischen Juden fuhr am 20. Oktober 1942 ab. Bis zum September 1944 verweigerte sich Tiso standhaft jeder von Berlin geforderten Neuaufnahme der Deportationen. Dies wurde ihm durch das Gesetz vom 23. Oktober 1942 ermöglicht, mit dem er sich zum Führer in Partei und Staat erheben ließ. Dadurch konnte er die Regierungs- und Vollziehungsgewalt, die er nach seiner Ernennung zum Staatspräsidenten 1939 an den Ministerpräsidenten Tuka hatte abgeben müssen, wieder zurückerhalten. Die Situation der etwa 30.000 in der Slowakei verbliebenen Juden vom Herbst 1942 bis Herbst 1944 schildert der deutsche Gesandte Ludin folgendermaßen:

„Die wirtschaftliche Situation der auf freiem Fuß befindlichen Juden hat sich seit 1943 in jeder Weise verbessert. Unzählige Juden wurden in den Betrieben belassen, im weitesten Maße erfolgten darüber hinaus Neueinstellungen. In vielen Fällen sind die Juden auch heute noch die eigentlichen Leiter „arisierter“ Betriebe, deren nominale Inhaber – zumeist die Angehörigen slowakischer politischer oder staatlicher Funktionäre – ein angenehmes Leben mit den von den Juden erarbeiteten Geldern führen und gar nicht daran denken, sich in ihr Unternehmen einzuarbeiten. Von einem solchen Standpunkt kann gesagt werden, dass die Juden ‚wirtschaftlich unentbehrlich‘ sind.“

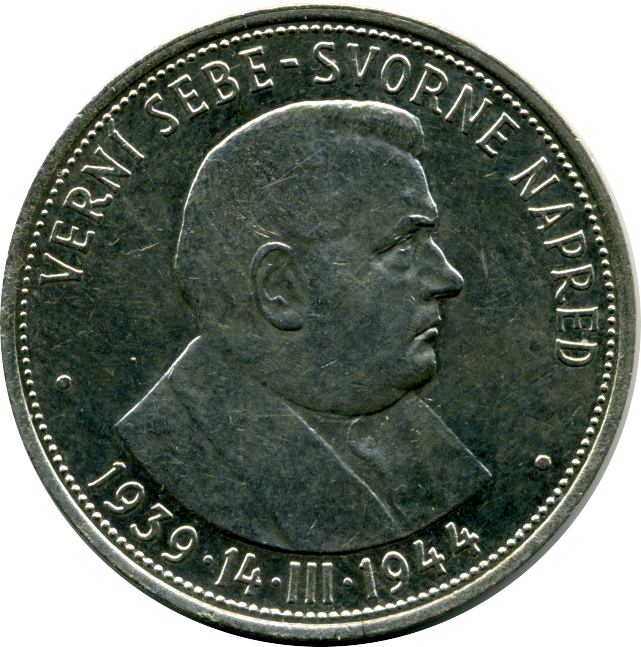
Abbild Jozef Tisos auf einer 50-Kronen-Silbermünze der Slowakei

Auch nachdem Ungarn im Mai 1944 durch die deutsche Armee besetzt und mit Massendeportationen der ungarischen Juden in deutsche Konzentrationslager begonnen wurde, verweigerte die slowakische Regierung eine von Hanns Ludin koordinierte Abschiebung slowakischer Juden. Tatsächlich gewährte die Slowakei Tausenden von Juden Zuflucht, die der Deportation in Ungarn zu entgehen hofften. Die unkooperative Haltung der slowakischen Regierung bei der Festlegung von Transportrouten und ihre Beschwerden über die Behandlung der deportierten ungarischen Juden, wurden von der ungarischen Regierung unter Döme Sztójay und dem deutschen „Bevollmächtigten in Ungarn“ Edmund Veesenmayer genauso kritisiert wie die Tatsache, dass sich der slowakische Gesandte in Budapest und das slowakische Innenministerium dafür einsetzten, dass Juden mit gültiger slowakischer Staatsbürgerschaft aus den ungarischen Internierungslagern entlassen würden.
Erst nach der Niederschlagung des slowakischen Nationalaufstands Ende Oktober 1944 und der Besetzung der Slowakei durch die Wehrmacht wurden alle bis dahin geltenden Ausnahmebescheinigungen für slowakische Juden außer Kraft gesetzt. Massenhinrichtungen durch deutsche Einheiten und die Bereitschaftseinheiten der Hlinka-Garde waren bald an der Tagesordnung. Die am 5. September 1944 eingesetzte neue Regierung unter Štefan Tiso, die ganz zur Erfüllungsgehilfin der deutschen Besatzungsmacht abgesunken war, konnte keine politische Initiative mehr entfalten. Von September bis Dezember 1944 wurden 2.257 Personen hingerichtet. Bis zum Ende des Krieges wurden von den deutschen Truppen noch 1000 bis 1500 Menschen getötet (wobei der Anteil der Juden unklar ist). Vom 30. September 1944 bis 31. März 1945 wurden weitere 11.719 Juden deportiert. Etwa 10.000 Juden konnten dank Hilfe der slowakischen Bevölkerung gerettet werden.
Tiso selbst äußerte sich während des bzw. nach dem Slowakischen Nationalaufstand sehr negativ über die jüdische Bevölkerung. Noch am 8. November 1944 antwortete Tiso auf Kritik aus dem Vatikan – der ihm seine Untätigkeit angesichts der erneuten antijüdischen Repressalien in der Slowakei vorwarf – mit einem Brief, in dem Tiso die Juden gemeinsam mit den Tschechen kollektiv als Feinde des slowakischen Volkes bezeichnete. Dennoch versuchte Tiso Anfang Oktober 1944 bei Heinrich Himmler, der ultimativ auf die Deportation aller restlichen slowakischen Juden bestand, in Bratislava die Ausnahme aller getauften Juden und derjenigen, die in einer gemischten Ehe mit einem slowakischen Partner lebten, zu erbitten. In seinen nach seiner Entlassung aus dem Gefängnis 1968 zusammengefassten Memoiren schreibt der maßgeblich für die Deportation der slowakischen Juden verantwortliche Innenminister Mach mehrmals von Einschreitungen des Präsidenten Tiso zugunsten der Juden.

#### Außenpolitik
Die politische Unabhängigkeit der Slowakei war von Anfang an stark eingeschränkt. So war die Slowakei enger an die deutsche Hegemonialmacht gebunden als beispielsweise das benachbarte Ungarn. Außen- und militärpolitisch geschah das vor allem aufgrund des mit Deutschland vereinbarten Schutzvertrags vom März 1939. Außerdem lieferte die Slowakei Bodenschätze und billigte die Stationierung deutscher Truppen entlang eines Gebietsstreifens der ehemaligen slowakisch-mährischen Grenze, der sogenannten „Schutzzone“. Hierbei leistete die slowakische Regierung hartnäckigen Widerstand, sodass das Schutzzonenstatut – nachdem Hitler Tiso im Hinblick auf die militärische Stärke der slowakischen Armee große Zugeständnisse gemacht hatte – erst im August 1939 unterzeichnet wurde.
Am 23. März 1939 griffen ungarische Truppen ohne vorherige Kriegserklärung aus der von ihnen bereits am 15. März besetzten Karpatenukraine die Slowakei an. Sie hatten den Befehl, möglichst weit nach Westen vorzustoßen. Die überraschten slowakischen Truppenverbände, die durch einige noch in der Slowakei verbliebenen tschechische Verbände unterstützt wurden, starteten am 24. März eine Gegenoffensive. Am Abend des 24. März bombardierte die ungarische Luftwaffe die Stadt Spišská Nová Ves, wobei 12 Slowaken ums Leben kamen und 17 verletzt wurden.
Nach einem am 24. März vereinbarten Waffenstillstand bat Ministerpräsident Tiso das Dritte Reich im Rahmen des Schutzvertrages um militärische Unterstützung durch Waffenhilfe. Dies wurde abgelehnt, allerdings bot man ein direktes Eingreifen deutscher Truppen in der Ostslowakei an, was wiederum Tiso ablehnte. Die Kämpfe dauerten noch bis zum 31. März an.
Nach dem Ende des Slowakisch-Ungarischen Kriegs musste die Slowakei am 4. April in Budapest einen Vertrag unterzeichnen, durch den sie einen Landstreifen im Osten des Landes mit 1697 km² und 69.930 Einwohner an Ungarn abtreten musste. An Toten hatte die Slowakei in diesem Krieg 22 Soldaten und 36 Zivilisten zu beklagen.
Die Slowakei nahm gleich am 1. September 1939 an den Überfall auf Polen teil.
Erst die militärische Beteiligung slowakischer Truppen am Überfall auf Polen sicherte die Existenz des „Schutzstaates“ ab. Trotz der starken polonophilen Strömungen in der slowakischen Bevölkerung und gelegentlicher Proteste hatten Tiso, Verteidigungsminister Ferdinand Čatloš und der damalige Propagandachef Alexander Mach dem deutschen Drängen nach einer Mitwirkung am Überfall auf Polen nicht zuletzt in Erwartung stattgegeben, dadurch weitere Gebietsabtrennungen an Ungarn verhindern und die im Herbst 1938 an Polen verlorengegangenen Distrikte zurückgewinnen zu können. So beteiligte sich die Slowakei mit einer Division an der deutschen Invasion.
Tatsächlich erhielt die Slowakei für die Beteiligung slowakischer Truppen am Überfall auf Polen diejenigen Gebiete wieder zurück, die von Polen nach dem tschechoslowakisch-polnischen Grenzkrieg 1920 und nach dem Münchner Abkommen 1938 annektiert worden waren. Hitler bot Tiso sogar die Stadt Zakopane und umgebende Landstriche an, was Tiso jedoch mit der Begründung ablehnte, dass in diesen Gebieten keine Slowaken leben und sie nie zur Slowakei gehörten.
Unmittelbar nach dem 22. Juni 1941 brach die Regierung die Beziehungen zur Sowjetunion ab und stellte für den Krieg drei Divisionen mit etwa 50.000 Soldaten zur Verfügung.
Die vom Deutschen Reich verlangte Beteiligung der slowakischen Armee am Krieg gegen die Sowjetunion, der bei der panslawisch fühlenden slowakischen Bevölkerung absolut unpopulär war, war vor allem mit Hoffnungen verbunden, durch die Teilnahme am Krieg Gebietsansprüche gegenüber Ungarn geltend zu machen. Tiso zeigte sich entschlossen, den slowakischen Kriegsbeitrag an der Ostfront aufrechtzuerhalten, um Hitler einen Grund zu geben, die Slowakei gegenüber ungarischen Ansprüchen zu schützen.
Am 12. Dezember 1941 erklärte Ministerpräsident Vojtech Tuka einseitig, dass die Slowakische Republik aufgrund des Dreimächtepaktes mit den Vereinigten Staaten von Amerika und dem Vereinigten Königreich in den Kriegszustand eintrete. Infolge dieser Kriegserklärung bombardierten amerikanische und britische Flugzeuge am 16. Juni 1944 die Hauptstadt Bratislava, wobei zwischen 300 und 770 Menschen starben.

#### Verhältnis zum Nationalsozialismus

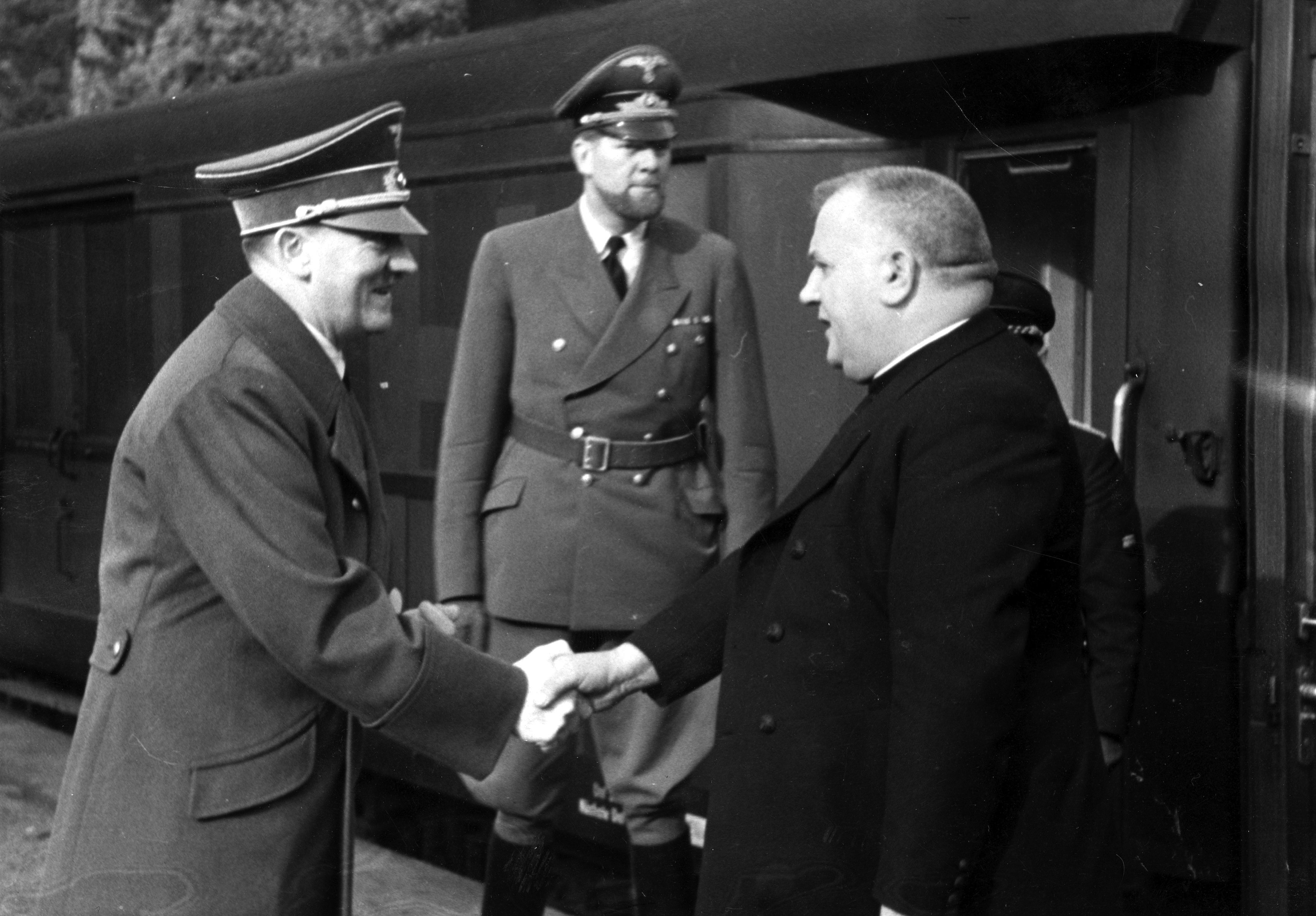
Jozef Tiso bei einem Treffen mit Hitler in Berlin im Oktober 1941. Im Hintergrund der Leiter der Protokollabteilung des Auswärtigen Amtes Alexander Freiherr von Dörnberg

Obwohl Tiso dem konservativ-gemäßigten Flügel der Slowakischen Volkspartei angehörte, wurde er von Nationalsozialisten als „ruhige und überlegte Persönlichkeit“, die durch ihren geistlichen Status eine hohe Autorität in der Bevölkerung besaß, dem radikalen Vojtech Tuka vorgezogen.
Hanns Ludin, der Gesandte Deutschlands in Bratislava, unterstrich Tisos Bevorzugung zwei Wochen nach seiner Amtsübernahme:

„Zweifellos ist Tiso nicht nur staatsrechtlich der Erste, er ist auch die stärkste Persönlichkeit des Landes […] Ich wüsste keinen gleichwertigen Ersatz für Tiso.“

Doch auch wenn er einen unabhängigen slowakischen Staat prinzipiell als Endziel einer längeren Entwicklung nicht ablehnte, stand Tiso der sofortigen Selbständigkeit der Slowakei 1939 reserviert gegenüber und war weniger pro-deutsch als anti-tschechisch eingestellt. Außerdem gehörte Tiso zu denjenigen, die den wachsenden Einfluss der Nationalsozialisten auf Politik und Kultur des Landes einzudämmen suchten. Zwar beugte er sich immer wieder deutschen Forderungen, tat dies nach eigenen Angaben jedoch nur, um Hitler keinen Vorwand für eine Intervention in der Slowakei zu geben.
Weiters war Tiso nicht an einem rassistischen Umbau des slowakischen Rechtssystems interessiert und empfing seinen deutschen Berater Hans Pehm nur ein einziges Mal. Dieser hatte die ständestaatlichen Ideen der Partei-Führung kritisiert, da so die Volksgemeinschaft nie zustande komme. Tiso ließ ihn wissen, dass die slowakische Nation aufgrund der Kraft der Religion und des Nationalgefühls nicht zu spalten sei.
Vorbehalte Tiso gegenüber kamen insbesondere vom Sicherheitsdienst des Reichsführers SS (SD). Im Oktober 1943 erklärte ein SD-Referent:

„Die Partei (das heißt Hlinkas Slowakische Volkspartei bzw. Tiso und seine Anhänger) als innerpolitischen Sicherheitsfaktor anzusehen, muss als abwegig bezeichnet werden. Die Führungsstellen der Partei sind durchweg mit antideutsch eingestellten Personen besetzt.“

Vor allem die Ausschaltung der pronationalsozialistischen Kräfte in den Reihen der Hlinka-Garde, der mit Macht in die Politik vordrängende Katholizismus und die Anzeichen für eigenständige außenpolitische Aktivitäten stießen in Berlin sehr bald auf Widerstand. Auch der Stopp der Deportationen slowakischer Juden im Oktober 1942 wurde von deutscher Stelle als eine Tat angesehen, die einen sehr schlechten Eindruck hinterlasse. So konnten sich die Deutschen der Slowaken nie so sicher sein, wie sie es sich wünschten, und obwohl die Slowakei nach außen wie ein Marionettenstaat aussah, wurde sie für manche in Berlin ein Beleg dafür, was passieren konnte, wenn man kleinen Völkern zu viel Freiheit gab.

### Flucht, Prozess und Hinrichtung (1945–1947)
Nach der Befreiung der Slowakei durch sowjetische Truppen im April 1945 floh Tiso über Österreich nach Altötting in Bayern. Hier versteckte er sich mit Wissen des Münchner Kardinals Michael Faulhaber für sechs Wochen im Kapuzinerkloster St. Anna. Der Kardinal setzte sich auch für Tiso bei der alliierten Militärregierung ein:

„Da Dr. Jozef Tiso in seinem Land das religiöse Leben trotz mancher Schwierigkeiten lebendig erhielt, bitte ich, ihn nicht anderen politischen Führern der ehemaligen Gegner der alliierten Mächte gleichzustellen.“

Tiso wurde dennoch von den Alliierten an die tschechoslowakische Regierung ausgeliefert und am 15. April 1947 in einem Gerichtsverfahren vor dem tschechoslowakischen Volksgerichtshof zum Tode durch den Strang verurteilt. In der Slowakei wurde allgemein erwartet, dass Tiso vom tschechoslowakischen Präsidenten Edvard Beneš begnadigt werde. Dieser lehnte die Begnadigung jedoch ab, und Tiso wurde am 18. April 1947 als Kriegsverbrecher hingerichtet.
Die Hinrichtung Tisos führte zu Unruhen und antitschechischen Randalen in der Slowakei und nährte neuerliche Bestrebungen nach Unabhängigkeit von den Tschechen. In seiner letzten Botschaft an das slowakische Volk ließ Tiso verlauten:

„Der Zusammenhalt der Nation sei getauft durch mein Opfer. Ich fühle mich als Märtyrer des slowakischen Volkes und des antibolschewistischen Standpunktes.“

Der Prozess wird vor allem in der slowakischen Öffentlichkeit, aber auch von internationalen Historikern als von den Kommunisten und dem tschechoslowakischen Staatspräsidenten Edvard Beneš inszenierter politischer Schauprozess bewertet. Beneš äußerte sich bereits vor Kriegsende mehrmals in Bezug auf Tiso: „Tiso solle hängen“, und „zwei Präsidenten können nicht regieren“.
Vor allem die Kommunisten waren entschlossen, die Hinrichtung Tisos durchzusetzen, da sie den Prozess gegen Tiso auch als Ausgangspunkt für einen Angriff auf die in der Slowakei neu entstandene Demokratische Partei ausnutzen wollten, die den kommunistischen Machtbestrebungen im Wege stand. Die Kommunisten bestanden auf der Hinrichtung Tisos auch deshalb, weil sie darin nicht nur ein Symbol für die Niederlage der Anhänger der Slowakischen Volkspartei sahen, sondern auch einen Impuls für die Spaltung der Demokratischen Partei. Sie gingen davon aus, dass die Repräsentanten des politischen Katholizismus und der Kirche die Schuld an Tisos Hinrichtung einer Unfähigkeit der Demokratischen Partei zuschreiben würden, und sich der katholische Teil der Partei abspalten würde.
Weiters waren fünf der sieben Richter, die Tiso zum Tode verurteilten, und auch der Gerichtsvorsitzende Igor Daxner Mitglieder der Kommunistischen Partei. Der Verteidigung Tisos wurde der Zugang zu vielen wichtigen Informationen erschwert oder völlig verwehrt. So wurde beispielsweise vom Gerichtsvorsitzenden Igor Daxner der Antrag von Tisos Verteidigung abgelehnt, den jüdischen Leiter von Tisos Präsidialkanzlei, Anton Neumann, der für die Verteilung der Ausnahmebescheinigungen des Präsidenten an Juden Buch führte, über die tatsächlich vergebene Anzahl von Ausnahmebescheinigungen zu vernehmen.
So wird Tiso noch heute von Teilen der slowakischen Bevölkerung als Märtyrer verehrt, wobei vor allem von Seiten der Slowakischen Nationalpartei und Teilen des katholischen Klerus auch seine Selig- und Heiligsprechung angestrebt wird.

## Ideologie
Seine Ideologie basierte auf der katholischen Moraltheologie und war stark von der Ständestaatstheorie Othmar Spanns beeinflusst. Gleichzeitig übernahm er Ideen der scholastischen Philosophie des Mittelalters, der Neuscholastik und des Naturalismus der Aufklärungszeit. Tiso bekannte sich zwar ab und zu auch zum liberalistischen Gedankengut, den Idealen der Französischen Revolution sowie zur individuellen Freiheit des Einzelnen in der Gesellschaft, doch traten diese Bekenntnisse seinen nationalistischen Vorstellungen gegenüber in den Hintergrund. Praktisch folgte er den Ideen des romantischen Nationalismus. Um das Selbstbewusstsein seiner slowakischen Landsleute zu stärken und eine Rechtfertigung für einen slowakischen Nationalismus zu finden, baute er eine Geschichtsideologie auf, die den Slowaken die sprachliche und geografische Mittelstellung im Slawentum zuwies. Allerdings betonte Tiso hierzu im Dezember 1938:

„Wir sind keine und werden keine Bekenner des imperialistischen Nationalismus sein. Unser Nationalismus ist eine moralische Kraft, die uns an den slowakischen Volksstamm und seine Traditionen bindet, die unsere Väter aufgebaut haben. Unser Nationalismus ist kein biologischer Trieb, sondern moralischen Charakters, bedeutet keinen Hass gegenüber niemandem, sondern eine heiße Liebe zu unserer Eigenart. […] Als Christen werden wir uns nach dem Vorsatz richten, der uns lehrt: ‚Liebe deinen Nächsten wie dich selbst!‘“

Die kurze Zeit der staatlichen Selbstständigkeit unter Svatopluk I. und Mojmir II. im Großmährischen Reich des 9. Jahrhunderts wertete Tiso als den bisherigen Höhepunkt der slowakischen Geschichte. Er schwärmte für eine mittelalterlich-hierarchische Ordnung unter dem Einfluss einer starken, streng autoritären römisch-katholischen Kirche. Die Slowaken selbst sah er als ein im Schöpfungsplan als Träger und Vorkämpfer bestimmtes Volk einer Wiedererneuerung des reinen Slawentums auf politischem, sittlichem, religiösem und kulturellem Gebiet. Bevor das slowakische Volk diese Aufgabe wahrnehmen könnte, müsste es aber zuerst als Nation anerkannt werden und die innere Ausrichtung der katholisch-christlichen Tradition unterwerfen. Am 2. Februar 1939 erklärte Jozef Tiso vor Svoradov-Studenten in Bratislava:

„Der slowakische Nationalismus darf sich nicht gegen den Katholizismus wenden, denn eine Abkehr vom Katholizismus kommt einer Trennung des Baumes von seiner Wurzel gleich, bedeutet also den Tod, und zwar deshalb, weil dies eine Abkehr der Nation von ihrer Geschichte wäre.“

Tiso befürwortete eine slowakische Autonomie innerhalb der Tschechoslowakei, wollte diese allerdings nur in Übereinstimmung mit den Gesetzen der Verfassung erreichen. Außenpolitisch befürwortete Tiso insbesondere nach der slowakischen Unabhängigkeit einen katholisch-westslawischen Block, in dem sich die Polen, Slowaken, Kroaten und unter Umständen auch die nicht-slawischen Ungarn zur Verteidigung der katholischen und slawisch-nationalen Interessen zusammenschließen sollten. Nur durch einen solchen Block glaubte Tiso ein Vordringen des "sowjetisch-tschechischen Kommunismus", des Faschismus und des Nationalsozialismus verhindern zu können, in deren Ideologien er den Bestand dieser Völker gefährdet sah.
In der Ersten Slowakischen Republik galt Tiso als unangefochtene Integrationsfigur der slowakischen Patrioten, also des konservativ-gemäßigten Flügels der Slowakischen Volkspartei, der mit den slowakischen Nationalsozialisten rivalisierte. Er repräsentierte nicht nur die katholische Geistlichkeit, deren Angehörige wichtige Positionen im Staat besetzten, sondern auch das jüngere laizistische Milieu, dem Männer wie der Wirtschaftsminister Gejza Medrický oder der Kanzleichef Karol Murín zuzurechnen sind. Die Staatsorganisation betreffend trat er für ein autoritäres und ständestaatliches Regime nach dem Vorbild des austrofaschistischen Österreichs und des salazaristischen Portugals ein. 1943 äußerte sich Tiso über die Rolle seiner Partei in der slowakischen Gesellschaft wie folgt:

„Die Partei ist die Nation und die Nation ist die Partei. Die Nation redet durch die Partei. Die Partei denkt für die Nation. […] Was der Nation schadet, das verbietet und brandmarkt die Partei. […] Die Partei wird sich nie irren, wenn sie stets ausschließlich das Interesse der Nation vor Augen hat.“

Tiso hat vor allem durch seine pragmatischen Schriften und in seiner Verteidigungsrede vor dem Nationalgericht im März 1947 Einblicke in seine ideologischen Zielvorstellungen gewährt, die durch Štefan Polakovič und Milan Stanislav Ďurica eine einfühlsame Interpretation erfuhren.

## Rezeption in der Zeitgeschichte

### Kontroverse in der heutigen Slowakei
Die slowakische Gesellschaft ist in Bezug auf Jozef Tiso stark polarisiert. Während die eine Seite, vor allem Gegner des autoritären Volkspartei-Regimes, ihm die Deportation der Juden und die Unterdrückung des Slowakischen Nationalaufstands vorwerfen, wird Tiso in katholisch-konservativen und nationalistischen Kreisen als Held verehrt, der die Slowakei davor bewahrte, wie Tschechien Teil des Dritten Reichs zu werden bzw. zwischen Ungarn und Polen aufgeteilt zu werden. Die Anhänger Tisos betonen vor allem den wirtschaftlichen und kulturellen Aufschwung, den das Land während seiner Präsidentschaft durchlebte.
Nach der Unabhängigkeit der Slowakei im Jahr 1993 unter Ministerpräsident Vladimír Mečiar distanzierte sich kein einziger Politiker von Tiso. Mečiar vermied es zum Jahrestag des Slowakischen Nationalaufstands, sich negativ über das Tiso-Regime zu äußern.
1993 forderte der slowakische Diözesanbischof Alojz Tkáč anlässlich des 55. Todestags Andrej Hlinkas die „tschechischen Brüder“ auf, sich kollektiv für die Hinrichtung Tisos zu entschuldigen.
Der damalige tschechische Präsident Václav Havel wies die Forderung mit der Begründung zurück, dass „Jozef Tiso durch ein tschechoslowakisches Gericht verurteilt wurde und nicht durch die tschechische Nation oder den tschechischen Präsidenten“. In der Slowakei hingegen erhielt der Bischof mit seinem Rehabilitierungsversuch durchaus Beifall, da Tiso von Teilen der Bevölkerung als Märtyrer und Symbol des slowakischen Unabhängigkeitsstrebens verehrt wurde und wird. Im Jahr 1997 wurde in der Gemeinde Čakajovce (Okres Nitra) eine Statue zu Ehren Tisos errichtet. Diese wurde zwar mehrmals beschädigt, aber dennoch auf ihrem Platz belassen.
Am 14. März 2000 ließ der Vorsitzende der Slowakischen Nationalpartei, Ján Slota, als Bürgermeister von Žilina in der slowakischen Stadt eine Gedenktafel für Tiso anbringen. Im Jahr 2008 zelebrierte der Erzbischof von Trnava Ján Sokol eine Gedenkmesse für Tiso und lobte die Zeit der Ersten Slowakischen Republik als Zeit des relativen Wohlstandes für die Slowakei.
Allerdings sprach sich Sokol in einem Interview gegen die Seligsprechung Tisos aus. Er begründete seine Sicht damit, dass ein Politiker auch Kompromisse eingehen muss, ein Seliggesprochener aber auch bereit sein muss, für seine Überzeugung zu sterben. Der frühere Generalstaatsanwalt der Tschechischen und Slowakischen Föderativen Republik, Tibor Böhm, gab eine öffentliche Feststellung ab, wonach Tiso kein Kriegsverbrecher gewesen sei.
Der langjährige KDH-Parteivorsitzende Ján Čarnogurský erklärte wiederum, dass Tiso nicht der politische Hauptverantwortliche für die Judendeportationen gewesen sei:

„Die Regierung begann mit den Deportationen sogar noch bevor sie den Jüdischen Kodex als Gesetz verabschiedete! Er (Tiso) war der Präsident, trug also aus dieser Sicht betrachtet die Hauptverantwortung. […] Die Hauptverantwortung für die Deportationen lag aber bei der Regierung, deren Vorsitzender Vojtech Tuka war. Und wer redet heute von Tuka?“

Der Vizevorsitzende der slowakischen Sozialdemokraten der SMER-SD Dušan Čaplovič erklärte sich überzeugt, dass Tiso im Kontext der damaligen Zeit betrachtet werden müsse:

„Da Tiso in einer politischen Funktion war, trug er eine Verantwortung, aber ich würde es nicht so kompromisslos und eindeutig sehen, wie es oft in den Medien präsentiert wird.“

Und der Vizevorsitzende der Slowakischen Nationalpartei Jaroslav Paška äußerte:

„Er stand vor der Wahl, die Slowakei zur Gunst der benachbarten Staaten zerstückeln zu lassen, oder auf sich die Last zu nehmen, den Staat in diesem Umfeld zu erhalten und das Volk vor den Folgen des Zweiten Weltkriegs zu schützen.“

Der frühere slowakische Ministerpräsident und Parteivorsitzende der SMER-SD Robert Fico wiederum erklärte im Januar 2007, dass er einen negativen Standpunkt zur Ersten Slowakischen Republik habe und diese Periode als „faschistischen Staat Tisos“ wahrnimmt.
Unter slowakischen Historikern, die Tiso gegenüber sehr positiv eingestellt sind und teilweise auch offen seine Rehabilitierung fordern, sind beispielsweise Milan Stanislav Ďurica, Konštantín Čulen oder František Vnuk zu erwähnen. Zu den Vertretern einer stark negativen Einschätzung Tisos gehören Ivan Kamenec, Dušan Kováč und Pavol Mešťan.
Zu denjenigen, die Tiso ausgeglichen positiv wie negativ betrachten, gehören Róbert Letz, Ivan Petranský und Martin Lacko.
In Varín ist eine Straße nach Jozef Tiso benannt.

### Internationale Sicht
Außerhalb der Slowakei wird Tiso von den meisten Historikern eine Mitverantwortung oder sogar die Hauptschuld an der Verfolgung der Juden in der Slowakei zugeschrieben.
Für Tatjana Tönsmeyer beispielsweise ist das Urteilskriterium zu Tiso nicht, ob die slowakischen Akteure wussten, um was für eine Art von Zielort es sich bei Auschwitz handelte. Entscheidend ist für sie, dass für die slowakischen Politiker wichtig war, dass die ausgesiedelten Juden nicht zurückkehren sollten. Allerdings berücksichtigt sie, trotz aller Kritik, Tisos Abwehrhaltung gegenüber den Judenberatern, die auch nach 1942 Juden deportieren wollten. Gleichzeitig weist Tönsmeyer darauf hin, dass von deutscher Seite die Verschleppung der Juden nach Deutschland oder Polen mit den dort fehlenden Arbeitskräften begründet worden sei.
Tönsmeyer bewertet Tiso insgesamt gesehen als einen klugen Taktiker, der zwischen den Machtblöcken lavieren konnte. Seine Außenpolitik sieht sie als eine Art „Anpassungspolitik“, die Innenpolitik als autoritär, undemokratisch und mit Ideen des Einparteiensystems und des Ständestaats durchdrungen. Unter Verwendung deutscher Quellen widerspricht sie (exil-)slowakischen Historikern wie Milan Stanislav Ďurica und František Vnuk, die Tiso vom Vorwurf des Antisemitismus freisprechen wollen, indem sie behaupten, Tiso habe von der Judenvernichtung nichts gewusst. Selbst in seinem Prozess, so Tönsmeyer, beharrte Tiso noch darauf, „dass die Konsolidierung des slowakischen Staates unter Umgehung der Judenproblematik nicht möglich gewesen wäre“. Genau wie der slowakische Historiker Ivan Kamenec ist Tönsmeyer jedoch der Meinung, dass Tiso für den Zerfall der Tschecho-Slowakei im März 1939 keine Schuld trage.
Der deutsche Kardinal und Kirchenhistoriker Walter Brandmüller wiederum ist der Meinung, dass Tiso zwar anfangs den Judenverfolgungsmaßnahmen zugestimmt habe, dies aber aus wirtschaftlichen und nicht rassischen Gründen. Wie Ďurica betont Brandmüller auch, dass Tiso den Judenkodex nicht unterschrieben und auf vatikanische Proteste hin die Deportation der slowakischen Juden ins Ausland gestoppt habe. Auch berücksichtigt Brandmüller Anzeichen für einen angeblichen Rücktritt Tisos als Staatspräsident, dies sei ihm jedoch von seinen Anhängern und Vertretern der Juden ausgeredet worden, da sonst Tuka an seine Stelle treten und sich die ganze Situation nur verschlechtern würde.
Brandmüller setzt sich auch mit den beiden am kontroversesten diskutierten Aussagen Tisos auseinander. Die erste ist die am 16. August 1942 gehaltene Rede in Holíč, in der Tiso die Deportation der Juden nach Polen als einen Akt der vom christlichen Sittengesetz gebotenen Selbstliebe des slowakischen Volkes bezeichnet haben soll. Brandmüller bezweifelt, in Anlehnung an Ďurica, die Authentizität dieser Rede, weil davon kein Manuskript und auch kein authentischer Text vorhanden sei.
Die zweite kontroverse Aussage stellt die Äußerung Tisos gegenüber dem päpstlichen Gesandten in der Slowakei, Monsignore Nuntius Giuseppe Burzio, in der Zeit des Slowakischen Nationalaufstands dar. Tiso soll kein Mitleid mit Juden gehabt haben, nicht einmal mit getauften, weil die Juden die Ursache allen diesen Übels seien. Diese Reaktion sieht Brandmüller als eine Überreaktion auf die Aussichtslosigkeit seiner Lage.
Darüber hinaus wird Tiso von einer Vielzahl, meist nichtslowakischer Autoren als Faschist bzw. durch die Tatsache, dass er auch katholischer Priester war, als Klerikalfaschist bezeichnet. Der bedeutende neuzeitliche Osteuropaexperte und Historiker Jörg Konrad Hoensch vertritt wiederum den Standpunkt, dass man nur im Fall einer Verschmelzung von Tisos Vorstellungen mit denen von Vojtech Tuka von einer klerikalfaschistischen Ideologie sprechen könne.

## Filmdokumentationen
- Tisovy stíny [Tisos Schatten]. Tschechien 1996, Regie: Dušan Trančík, Dauer: 51 Minuten, Sprachen: Slowakisch, Tschechisch. (online)
- Hitlers Verbündete, Folge 2: Kroatien, Bulgarien, Slowakei. Deutschland 2009, Drehbuch: Peter Prestel und Rudolf Sporrer, Dauer: 45 Minuten, Sprache: Deutsch.